# Столыпинская аграрная реформа

Столыпин принимает рапорт у волостного старшины

Столыпинская аграрная реформа  — обобщённое название широкого комплекса мероприятий в области сельского хозяйства, проводившихся правительством России под руководством П. А. Столыпина, начиная с 1906 года. Основными направлениями реформы были: передача надельных земель в собственность крестьян, постепенное упразднение сельской общины как коллективного собственника земель, широкое кредитование крестьян, скупка помещичьих земель для перепродажи крестьянам на льготных условиях, землеустройство, позволяющее оптимизировать крестьянское хозяйство за счёт ликвидации чересполосицы.

## Общее описание аграрной реформы
Реформа представляла собой комплекс мероприятий, направленных на две цели: краткосрочной целью реформы было разрешение «аграрного вопроса» как источника всеобщего недовольства (в первую очередь, прекращение аграрных волнений), долгосрочной целью — устойчивое процветание и развитие сельского хозяйства и крестьянства, интеграция крестьянства в рыночную экономику.
Если первую цель предполагалось достичь немедленно (масштаб аграрных волнений летом 1906 года был несовместим с мирной жизнью страны и нормальным функционированием экономики), то вторую цель — процветание — сам Столыпин считал достижимой в двадцатилетней перспективе.
Реформа разворачивалась в нескольких направлениях:
- Повышение качества права собственности крестьян на землю, состоявшее прежде всего в замене коллективной и ограниченной собственности на землю сельских обществ полноценной частной собственностью отдельных крестьян-домохозяев; мероприятия в этом направлении носили административно-правовой характер.
- Искоренение устаревших сословных гражданско-правовых ограничений, препятствовавших эффективной хозяйственной деятельности крестьян.
- Повышение эффективности крестьянского сельского хозяйства; правительственные мероприятия состояли прежде всего в поощрении выделения крестьянам-собственникам участков «к одному месту» (отруба, хутора), что требовало проведения силами государства огромного объёма сложных и дорогостоящих землеустроительных работ по разверстанию чересполосных общинных земель.
- Поощрение покупки частновладельческих (прежде всего помещичьих) земель крестьянами, через разного рода операции Крестьянского поземельного банка, преобладающее значение имело льготное кредитование.
- Поощрение наращивания оборотных средств крестьянских хозяйств через кредитование во всех формах (банковское кредитование под залог земель, ссуды членам кооперативов и товариществ).
- Расширение прямого субсидирования мероприятий так называемой «агрономической помощи» (агрономическое консультирование, просветительные мероприятия, содержание опытных и образцовых хозяйств, торговля современным оборудованием и удобрениями).
- Поддержка кооперативов и товариществ крестьян.

Реформа была направлена на усовершенствование крестьянского надельного землепользования и мало затрагивала частное землевладение. Реформа проводилась в 47 губерниях Европейской России (все губернии, кроме трёх губерний Остзейского края); реформой не затрагивалось казачье землевладение и землевладение башкир.

## События реформы в общем историческом контексте
Возникновение идеи аграрной реформы и её развитие было более всего связано с двумя явлениями — деятельностью первых трёх Государственных дум и аграрными волнениями как частью революции 1905—1907 годов.
Ситуация в 1900—1904 годах многим наблюдателям казалась тревожной; отовсюду раздавались голоса, предупреждавшие правительство об обострении аграрного вопроса, тяжёлом положении дел в деревне, обнищании и безземелье крестьян, их нарастающем недовольстве. Правительственная реакция была достаточно вялой. Цепочка сменявших друг друга правительственных Совещаний по аграрному вопросу продолжала свою неторопливую деятельность, не приводящую к определённым результатам.
9 февраля 1904 года началась Русско-японская война, окончившаяся в августе 1905 года поражением России.
18 февраля 1905 года Высочайший указ призвал всех подданных подавать правительству «виды и предположения по вопросам, касающимся обсуждения государственного благоустройства». За весьма неожиданным для населения указом последовал столь же неожиданный для правительства поток предложений (наказов) сельских обществ. Недовольство сельского населения аграрным строем, стремление крестьянства к национализации помещичьих земель, степень проникновения в село эсеровских идей стали очевидными. В июле — августе 1905 года был создан Всероссийский крестьянский союз, выражавший те же устремления.
С весны 1905 года резко усилились аграрные волнения, совпавшие по времени с другими событиями революции 1905—1907 годов, а также и с заметным неурожаем. Объявленная 5 апреля существенная льгота — облегчение в уплате продовольственных долгов за помощь при неурожаях прошедших лет — не оказала никакого положительного воздействия. Правительство Витте было вынуждено, не дожидаясь завершения работы бесконечно тянувшихся Совещаний по аграрному вопросу, немедленно, не сформулировав определённые направления аграрной политики, сократить выкупные платежи вдвое (5 ноября 1905 года). Обстановка в правительстве, искавшем выход из сложившегося революционного положения, не позволяла ему заниматься разработкой долговременных реформ и вынуждала ограничиваться одномоментными мерами.
Летом 1905 года аграрные волнения достигли невиданного ранее размаха. Правительство, занятое борьбой с разного рода революционными возмущениями, не имело возможности заниматься ничем, кроме как подавлением наиболее опасных из этих волнений. Пётр Столыпин в это время был губернатором Саратовской губернии, поражённой волнениями более всех других в России.
5 августа 1905 вышел Манифест об учреждении Государственной думы, а 17 октября — знаменитый Манифест «Об усовершенствовании государственного порядка», провозгласивший основные гражданские свободы и гарантировавший, что ни один закон не будет принят без одобрения Думы.
22 апреля 1906 года Сергей Витте ушёл в отставку с поста председателя Совета министров, а на его место назначен Иван Горемыкин. 26 апреля 1906 года Столыпин был назначен министром внутренних дел.
4 марта 1906 года учреждены землеустроительные комиссии, но пока что ещё с очень небольшими и плохо продуманными полномочиями. Из указа об учреждении комиссий видно, что правительство ещё не вполне продумало свою аграрную программу.
I Дума открылась 27 апреля 1906 года. Хотя заседания Думы с самого начала приняли резкий антиправительственный тон, правительство предприняло попытку организовать консультации с большинством Думы о назначении думских лидеров на некоторые министерские должности. Главноуправляющий землеустройством и земледелием Николай Кутлер подготовил правительственный законопроект, предусматривавший (в духе предложений кадетского большинства думы) принудительное отчуждение части помещичьих земель. Все попытки найти общий язык провалились, и Дума была распущена через 72 дня — 8 июля. В тот же день Столыпин был назначен председателем Совета министров с сохранением за ним поста министра внутренних дел. Были назначены выборы во II Думу по тому же избирательному закону. Кутлер ушёл в отставку и перешёл в оппозицию.
Аграрные волнения с весны 1906 года возобновились с ещё большей силой, и к моменту роспуска I Думы количество происшествий достигло исторического максимума. 1906 год оказался крайне неурожайным. Правительство интенсивно оказывало дорогостоящую продовольственную помощь, которую сельское население, привыкшее считать её обязательным подарком («царёвым пайком»), принимало без благодарности.
Положение продолжало оставаться неопределённым. Хотя правительство уже подготовило (или упорно готовило) основополагающие документы реформы, последующие события могли развиваться различными путями. Можно было предположить, что новая Дума, избранная по тому же закону, окажется столь же радикально настроенной. Что произойдёт дальше — роспуск Думы, налаживание работы с Думой, отмена или реформа думской системы — никто ещё не мог представить.
Столыпин принял решение принимать все необходимые законоположения, не дожидаясь созыва II Думы, по статье 87 Основных законов. Эта статья позволяла правительству принимать неотложные законы без утверждения Думой в перерыве между роспуском одной Думы и созывом новой (а также во время думских каникул), с обязательством внести эти законы в Думу в двухмесячный срок со дня её открытия.
27 августа вышел указ о продаже крестьянам государственных земель. 5 октября 1906 года был издан указ «Об отмене некоторых ограничений в правах сельских обывателей и лиц других бывших податных состояний», посвящённый улучшению гражданско-правового статуса крестьян. 14 и 15 октября вышли указы, расширявшие деятельность Крестьянского земельного банка и облегчавшие условия покупки земли крестьянами в кредит. Наконец, 9 ноября 1906 года вышел главный законодательный акт реформы — указ «О дополнении некоторых постановлений действующего закона, касающихся крестьянского землевладения и землепользования», провозгласивший право крестьян на закрепление в собственность их надельных земель.
Реформа благодаря смелому шагу Столыпина — изданию законов по 87 статье — приобрела необратимый характер. Революционная активность, которую крестьяне показали ещё в 1906 году, делала политически невозможной отмену единожды данных им законом прав.
II Дума открылась 20 февраля 1907 года. С самого начала II Дума выражала ещё более отрицательное отношение к любым начинаниям правительства, чем предшествующая Дума. Было очевидно, что любые значимые правительственные законопроекты, в том числе и аграрные, будут отвергнуты Думой, кадетское большинство которой продолжало выступать за предложения в спектре от полной национализации до частичного отчуждения помещичьих земель. Дума была распущена через 102 дня — 3 июня, не успев ни принять, ни отвергнуть какие-либо значимые законы. Избирательное законодательство, с нарушением Основных государственных законов, было изменено таким образом, что правительство получило уверенность в том, что в следующей Думе будет проправительственное большинство («Третьеиюньский переворот»).
Этот день явился окончанием неопределённости, в которой находилось правительство. Первые две Думы (часто называемые «думами народного гнева») придерживались такого курса в разрешении аграрной проблемы, который правительство Столыпина полагало принципиально недопустимым. Борьба между Думами и правительством, в которой не нашлось места компромиссу, завершилась победой правительства. Большинство в Думе теперь контролировалось партией октябристов (в блоке с умеренными националистами), настроенными на сотрудничество.
III Дума открылась 1 ноября 1907 года, и в неё был сразу же внесён весь пакет правительственных законопроектов аграрной реформы. Дума, не отвергая правительственного курса, принимала все правительственные законопроекты чрезвычайно долго. Дума, как правило, вносила в законопроекты поправки, направленные на их либерализацию, после чего законопроекты попадали в Государственный Совет, который, в силу своей большей консервативности, возвращал законопроект на повторное рассмотрение, назначались согласительные комиссии, после чего процедура рассмотрения и принятия повторялась ещё раз.
Положение оказалось неоднозначным — те законы, которые были приняты до открытия Думы по статье 87, продолжали действовать, пока Дума их рассматривала. Но законы, которые не успели принять до открытия Думы, застряли в ней надолго.
В частности, указ 9 ноября 1906 года, основной документ реформы, рассматривался более трёх лет и был принят как закон только в июле 1910 года, причём все изменения, внесение которых заняло столь длительное время, не имели принципиального характера. Положение о землеустройстве, внесённое в Думу в ноябре 1907 года, было принято в качестве закона только в мае 1911 года. В некоторых случаях законодательные учреждения работали быстро — законопроект «О ссудах и пособиях из средств казны при землеустройстве» был внесён в Думу в декабре 1911 года, а стал законом в июне 1912 года.
В отличие от законов о землеустройстве, все правительственные законопроекты по реформе местного самоуправления («Положение о волостном управлении», «Положение о поселковом управлении», «Положение о губернском управлении») не смогли пройти через законодательные учреждения.
В то же время Дума была полностью готова к сотрудничеству в части увеличения бюджетных ассигнований на аграрную реформу (все бюджетные законопроекты в целом принимались Думой в срок и в атмосфере конструктивного взаимодействия). В результате, правительство с 1907 года отказывается от активной законодательной деятельности в аграрной политике и переходит к расширению деятельности правительственных учреждений, увеличению объёма распределяемых кредитов и субсидий.
Начиная с 1907 года, заявления крестьян о закреплении в собственность земли удовлетворяются с большими задержками, вызванными нехваткой персонала землеустроительных комиссий. Поэтому главные усилия правительства были направлены на подготовку персонала (прежде всего землемеров). В то же время, непрерывно увеличиваются и денежные средства, направляемые на реформу, в виде фондирования Крестьянского поземельного банка, субсидирования мероприятий агрономической помощи, прямых пособий крестьянам.
С 1910 года правительственный курс несколько видоизменяется — большее внимание начинает уделяться поддержке кооперативного движения.
5 сентября 1911 года Столыпин был убит; премьер-министром стал министр финансов Владимир Коковцов. Коковцов, проявлявший меньшую инициативность, чем Столыпин, последовал намеченным курсом, не привнеся в аграрную реформу чего-либо нового. Объём землеустроительных работ по разверстанию земель, количество земли, закрепляемой в собственность крестьян, количество земли, продаваемой крестьянам через Крестьянский банк, объём кредитов крестьянам стабильно росли вплоть до начала Первой мировой войны.
Хотя следующие после Коковцова премьер-министры не выражали значительной заинтересованности в аграрной реформе, набранная государственным аппаратом инерция была велика, и даже во время войны мероприятия аграрной реформы продолжали проводиться, хотя уже и более скромными темпами. С началом первой Мировой войны около 40 % землемерного персонала было призвано на фронт, уменьшилось и количество ходатайств об устройстве земли. В 1915 году было принято решение отказаться от наиболее конфликтогенного вида землеустроительных работ — выделения участков отдельных крестьян к одному месту при отсутствии согласия более чем половины сельского схода.
Февральская революция стала концом реформы. Временное правительство не смогло добиться даже минимального уровня контроля за ситуацией в деревне. Немедленно начался захват помещичьих земель и разорение усадеб. Во многих случаях, такому же захвату подвергались и частновладельческие земли наиболее преуспевших крестьян. В результате, к концу 1917 года помещичье землевладение было окончательно уничтожено, а крестьянскому частному землевладению был нанесён огромный урон. Большинство земель, ранее закреплённых в собственность, было переделено между крестьянами по уравнительному принципу.
Земельный кодекс 1922 года выражал стремление Советской власти к замирению деревни путём закрепления status quo. Советская власть признала все формы землевладения (общинную, частную, коллективную), кроме помещичьей. В результате, крестьяне-собственники на отрубах, бывшие главной целью столыпинской реформы, в некоторых случаях смогли просуществовать до коллективизации, которая разрушила последние остатки аграрного строя старой России.

## Ситуация к моменту начала реформы

### Сельское хозяйство России в 1905 году
Общие экономические показатели.
Сельское хозяйство являлось основной (как по количеству занятых, так и по объёмам производства) отраслью экономики России. Сельское хозяйство производило в 1880-х годах 57 % чистого национального продукта, доля его в экономике падала (благодаря развитию промышленности и сектора услуг) и к 1913 году составляла 51 %. В то же время, в сельском хозяйстве было занято около 74 % работающих, что свидетельствовало о низкой производительности труда в данном секторе.
Сельскохозяйственное производство демонстрировало устойчивый рост (темпы этого роста превышали темпы роста населения, но отставали от темпов роста промышленного производства) — в 1900—1904 годах по отношению к 1870-74 сельскохозяйственное производство выросло в 1,85 раза, сельское население — в 1,51 раза, промышленное производство — в 5,88 раза. Средний ежегодный уровень роста производства составлял 2,55 %.
Российское сельское хозяйство центральных регионов отличалось низкой урожайностью (средняя урожайность главнейших хлебов в России составляла 8.3 ц\га против 23,6 в Германии, 22,4 в Великобритании, 10,2 в США; в нечернозёмных центральных регионах урожайность была ещё ниже, доходя до 3-4 ц/га в неурожайные годы). Урожайность на крестьянских надельных землях была на 15-20 % ниже, чем в смежных с ними помещичьих хозяйствах, на 25-30 % ниже, чем в остзейских губерниях. В крестьянском хозяйстве преобладала отсталая трёхпольная система земледелия, современные сельскохозяйственные орудия применялись редко. Однако, в конце XIX-начале XX века количество сельскохозяйственных машин в использовании у крестьян резко возрастает. Так, например, Ленин, ссылаясь на статистику В. Е. Постникова, в 1893 году отмечал, что за последнее десятилетие среди крестьянства значительно распространились жатвенные машины. В начале XX века в России активно производилась и сложная сельскохозяйственная техника, например, локомобили. Один из заводов по их производству находился в Калужской губернии. Сельское население росло быстрыми темпами (годовой прирост в 1913 году 1,79 %), темпы роста населения продолжали увеличиваться. Почти во всех регионах на селе ощущался избыток рабочих рук.
Землевладение в Европейской России.
Земли Европейской России разделялись по характеру собственности на три части: крестьянские надельные, частновладельческие и государственные. На 1905 год крестьяне располагали 119 млн десятин (1,09 га) надельной земли (не считая 15 млн десятин казачьих земель, не затронутых аграрной реформой). Частные владельцы располагали 94 млн десятин земли, из которой 50 млн принадлежало дворянам, 25 млн крестьянам, товариществам крестьян и сельским обществам, 19 млн другим частным владельцам (купцам и мещанам, иностранцам, церквям и монастырям, городам). Государству принадлежало 154 млн десятин (включая удельные и кабинетские земли). Необходимо заметить, что крестьянские надельные земли состояли только из пахотной земли, лугов и пастбищ (при явном недостатке последних), с малым количеством неудобных земель и почти без леса. В состав дворянских земель входило больше леса и неудобий, а государственные земли в огромном большинстве были лесными. Таким образом, по оценке министра земледелия А. С. Ермолова, все частные владельцы некрестьянского происхождения располагали примерное 35 млн десятин посевной земли, а государство — не более чем 6 млн; в то время как крестьяне владели 143 млн десятин надельной и частной земли.

### Сельская община и формы землевладения
В послереформенной России существовали различные формы землепользования и участия в нём сельских общин.
Общинная собственность на землю.
Наиболее распространённой формой было общинное владение землёй, при котором вся крестьянская надельная земля находилась в собственности общины (так называемая «мирская земля»), которая в произвольные сроки перераспределяла землю между крестьянскими хозяйствами, сообразно размеру семей. При этих переделах также учитывалось создание новых крестьянских хозяйств и исчезновение существовавших. Часть земли (прежде всего луговые, пастбищные земли и леса, неудобья), как правило, не разделялись между крестьянами и находились в совместном владении сельского общества. По обычаю, крестьяне оценивали хозяйственную полезность каждого участка в условных единицах, «тяглах», сколько «тягл» находилось в распоряжении крестьянского хозяйства, столько же пропорциональных долей оно должно было вносить в общую сумму поземельных налогов, уплачивавшихся сельской общиной.
Сельское общество могло в любое время произвести передел мирской земли — изменить размеры участков в пользовании крестьянских семей сообразно изменившемуся количеству работников и способности уплачивать подати. С 1893 года переделы разрешалось проводить не чаще, чем один раз в 12 лет. Не все крестьянские общества практиковали регулярные переделы, а некоторое общества произвели их только один раз при освобождении из крепостной зависимости. По данным переписи населения 1897 года, сельское население составляло 93.6 млн человек, в то время как сословие крестьян включало в себя 96.9 млн человек, при том что из 8.3 млн «инородцев» (понятие, включавшее в себя население Средней Азии и все кочевые народы Сибири и Крайнего Севера) подавляющее большинство жило также в сельской местности.
Кроме общих переделов, затрагивавших всю землю общины, весьма часто производились «скидки» и «накидки» — увеличение надела одного хозяйства за счёт уменьшения другого, не касавшиеся всех прочих. Как правило, земля отрезалась от вдов, состарившихся людей, уже не способных её обрабатывать, и прирезалась к крепким, увеличившимся семьям.
Общинная собственность на землю была совместима с поднадельной арендой — арендой одними крестьянами надельной земли других. Крестьяне, переселявшиеся на постоянное жительство в город, не могли продать свои участки. Имея выбор — либо уволиться из сельского общества без земли и денег, либо продолжать числиться в обществе и сдать в аренду свой участок — они неизменно находили более выгодным второй вариант. В результате, миллионы горожан продолжали формально считаться членами сельских обществ; перепись 1897 года установила, что в городах живёт 7 млн крестьян.
Община как коллективный собственник мирской земли была очень существенно ограничена в праве продажи земли. Такие сделки должны были пройти длинную цепочку утверждений, вплоть до утверждения министром внутренних дел (для сделок на сумму свыше 500 рублей). Практически, продажа земли общиной была возможна только на условии встречной покупки другого участка. Община не могла также и передать землю в залог, даже если выкуп был завершён.
В 1905 году в Европейской России 9,2 млн крестьянских дворов имели 100,2 млн десятин надельной земли в общинном владении.
Подворное землевладение.
Второй широко распространённой формой землевладения в сельских обществах было подворное (участковое) землевладение, при котором каждое крестьянское хозяйство получало выделенный раз и навсегда, передаваемый по наследству участок. Такая форма собственности была более распространена в Западном крае. Наследственный участок представлял собой ограниченную частную собственность — он передавался по наследству, и мог быть продан (только другим лицам крестьянского сословия), но ни в каком случае не мог быть передан в залог. Как и общинное владение, подворное владение могло сочетаться с общинной собственностью на непахотные земли (луга, пастбища, лес, неудобья).
Сельское общество имело право в любой момент перейти от общинного пользования землёй к подворному, но обратный переход был невозможен.
«Усадебная оседлость» крестьян (придомовые участки) находились в ограниченной (с правом передачи по наследству) собственности крестьян. Общие земли селений (улицы, проезды) всегда принадлежали сельскому обществу в целом.
В 1905 году в Европейской России 2,8 млн крестьянских дворов имели 23,0 млн десятин надельной земли в подворном владении.
Вненадельная земля.
Сельские общества, дополнительно к земле, полученной при наделении в ходе освобождения крестьян, могли покупать землю через обычные частные сделки. По отношению к этой земле они являлись полноправными частными коллективными собственниками, равноправными с любыми другими хозяйственными товариществами, и не подвергались никаким сословным ограничениям. Эта земля могла быть продана или заложена сельскими обществами без согласования с властями. Точно так же полной личной собственностью была вненадельная земля крестьян и разного рода кооперативов и товариществ. Наиболее популярной формой крестьянского частного землевладения было товарищество, заключавшееся в том, что крестьяне покупали землю в складчину (крупные земельные участки были дешевле), а затем делили их пропорционально вложенным деньгам и обрабатывали каждый свою часть раздельно. В 1905 году крестьяне лично владели в Европейской России 13,2 млн десятин частной земли, сельские общества — 3.7 млн, товарищества крестьян — 7.7 млн, что в совокупности составляло 26 % от всех частновладельческих земель. Однако, часть этих лиц, формально принадлежавших к крестьянскому сословию, в действительности превратилась в крупных землевладельцев — 1076 подобных «крестьян» владели более чем 1000 десятин каждый, имея в совокупности 2.3 млн десятин.
Проблема чересполосицы.
Стремление уравнять по хозяйственной полезности участки, выделенные каждому отдельному хозяйству привело к неблагоприятному явлению — чересполосице. Смысл чересполосного землевладения в том, что все земли общества нарезаются на несколько больших полей, внутри каждого поля земля считается одинакового качества, и в каждом поле земля нарезается на узкие полоски по количеству хозяйств, площадь полоски пропорциональна количеству тягл, которое выделено данному хозяйству при последнем переделе. Таким образом, каждое хозяйство пользуется столькими полосками земли, на сколько полей разделена вся общинная земля. В некоторых случаях, крестьянам приходилось обрабатывать, как правило, 20-40 (в некоторых случаях даже более 100) разнесённых по разным местам земельных участков, что крайне невыгодно сказывалось на эффективности сельского хозяйства. При подворном владении участки земли, обрабатываемые крестьянами, также часто были настолько небольшими, что и в этом случае крестьяне были вынуждены вести синхронизированный севооборот для всех участков одного поля, что сковывало их хозяйственную инициативу (общины практиковали только примитивный трёхпольный севооборот). Основным препятствием к введению индивидуальных циклов обработки земли было то, что полоски было невозможно оградить (они были слишком длинными и узкими); а поскольку в определённые моменты сельскохозяйственного цикла на пашне выпасали скот, владельцы отдельных полосок не имели возможности культивировать что-либо, не согласовав цикл со всеми остальными общинниками. В результате, при чересполосном владении крестьяне не могли переходить на сложные севообороты иначе как всей общиной одновременно. Борьба с чересполосицей путём полного разверстания общинной земли и выделения каждому хозяйству одного компактного участка (хутора или отруба) стала одной из главных задач реформы.

### Крестьянское самоуправление и учреждения по крестьянским делам
Крестьяне объединялись в сельские общества (именовавшиеся «единицей хозяйственного самоуправления крестьян»), примерно соответствующие отдельным селениям, а общества в волости (единица административного самоуправления крестьян). И сельские волости, и общины управлялись демократически — сельским сходом, который избирал сельских старост и волостных старшин. В волостях имелся и выборный волостной суд, разбиравший незначительные гражданские иски крестьян друг к другу и мелкие проступки.
Сельское общество было одновременно и административно-территориальной единицей, имевшей определённые административные полномочия над своими членами, и своего рода товариществом (общиной), коллективно владевшей землёй. Волость же являлась исключительно административным образованием. И сельское общество, и волость были сословными учреждениями, включавшими в себя только крестьян. Кроме того, к сельским обществам могли «приписываться» проживавшие в сельской местности лица других податных сословий (мещане, купцы), которые при этом уже не имели обязанности платить сословные сборы в своих городских обществах, должны были подчиняться административной власти крестьянского самоуправления, но не получали права пользования общинной землёй.
Сельское общество имело довольно значительную власть над своими членами; прежде всего, они не могли покинуть общество (уволиться) без его согласия с целью поступления в другое сословие, обучения, поступления на государственную и военную службу. Также крестьяне не могли и получить без согласия общества паспорт (дававший право на постоянное проживание за пределами того уезда, к которому принадлежала волость), если за ними имелась задолженность по налогам. В то же время, занятие любого рода торгово-промышленной деятельностью было доступным для крестьян без согласия и уведомления своего общества.
Государственные власти предпочитали не вмешиваться в дела общины, даже сомнительного характера. Так, один из членов рязанского губернского по крестьянским делам присутствия замечал в письме:

«Если бы полиция делала бы десятую часть того, что безнаказанно делает крестьянский мир, то для этой полиции не нашлось бы подходящей скамьи подсудимых. Между тем мир всё это делает открыто и у всех на глазах.»— М. А. Давыдов. Столыпинские реформы
Существующий порядок консервировал сословную изолированность крестьян: если крестьянин приобретал какие-либо иные сословные права (получал классный чин, записывался в купеческую гильдию и т. д.), он исключался из крестьянского общества без компенсации стоимости земли.
Контролем за крестьянским самоуправлением были заняты особые чиновники и учреждения (именуемые «учреждениями по крестьянским делам»). Непосредственно за крестьянским самоуправлением надзирал земский участковый начальник (на уезд приходилось около 4 земских начальников, на каждого из которых приходилось около 50 тысяч крестьян). Земский начальник был одновременно и администратором, контролировавшим крестьянское самоуправление, и судьёй (по гражданским искам среднего размера, административным правонарушениям и малозначительным уголовным преступлениям) для лиц всех сословий, проживавших на его участке.
Выше земского начальника существовали ещё две инстанции, представлявшие собой периодически собиравшиеся межведомственные комиссии: уездный съезд и губернское присутствие.
Вся эта административная система осуществляла весьма внимательный и мелочный контроль за исполнением сельскими обществами и волостями обязанностей перед государством, правомочностью решений самоуправления, благоустройством и правопорядком в сельской местности, конфликтами при землевладении; в то же время, учреждения по крестьянским делам не вмешивались в хозяйственную жизнь крестьян, в том числе и в переделы земли.

### Аграрный вопрос

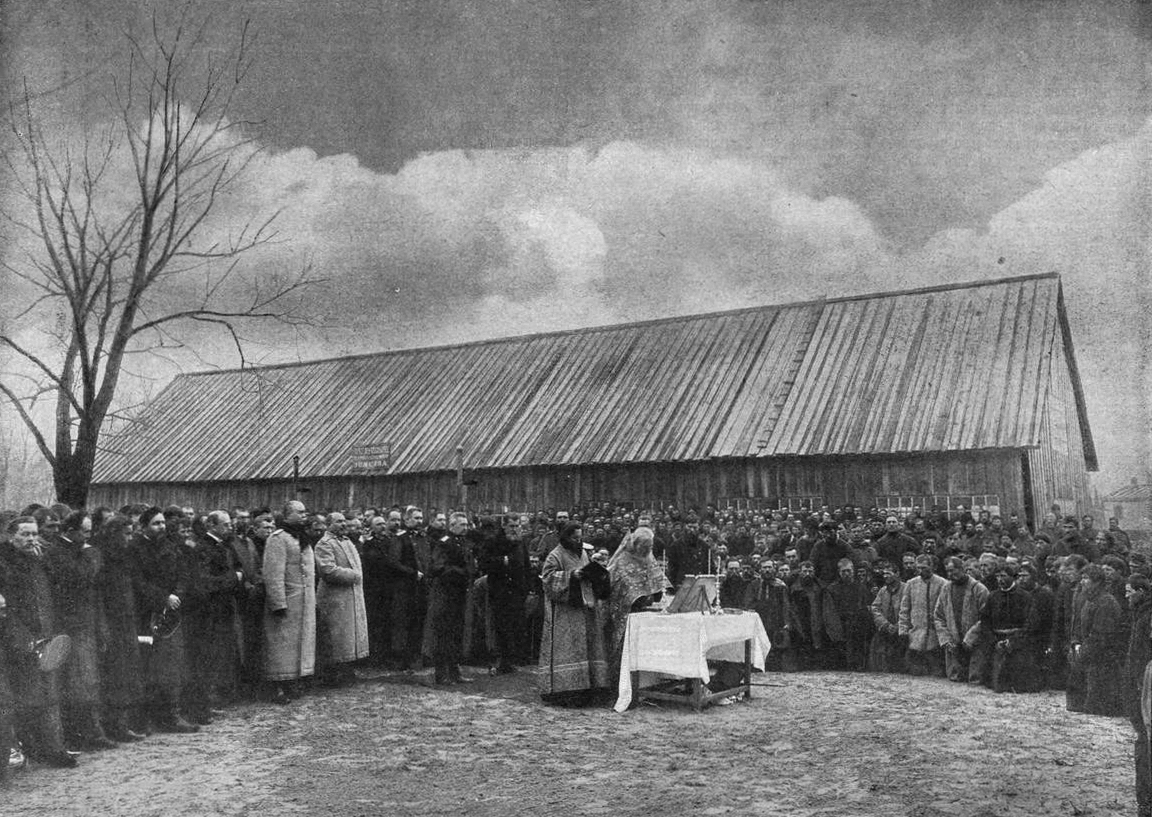
1908 год. Молебен перед отправлением 1400 полтавских крестьян-ходоков в Тобольскую и Оренбургскую губернии

«Аграрный вопрос» (устойчивое определение, принятое в ту эпоху) состоял, по существу, из двух независимых проблем:
 — из проблемы измельчения крестьянских наделов, обезземеливания части крестьян, нарастающей (по оценкам современников) бедности и упадка хозяйства в деревне;
 — из традиционного непризнания крестьянскими общинами права собственности помещиков на землю.
Население России конца XIX — начала XX века росло чрезвычайно быстрыми темпами (около 1,4 % в год). Увеличение численности городского населения шло существенно медленнее, чем рост населения в целом; между 1861 и 1913 годами население Российской империи увеличилось в 2.35 раза.
Положительные процессы — переселение крестьян в Сибирь на неосвоенные земли, покупка крестьянами помещичьих земель — не были настолько интенсивными, чтобы компенсировать быстрый рост населения. Обеспеченность крестьян землёй постепенно падала. Средний размер надела на мужскую душу в европейской части Российской империи снизился от 4.6 десятин в 1860 году до 2.6 десятин в 1900 году, при этом в Южной России падение было ещё больше — от 2.9 к 1.7 десятины.
Уменьшался не только размер надела, приходящийся на душу, но и размер надела, приходящийся на крестьянский двор. В 1877 году в Европейской России было 8,5 млн дворов, а в 1905 году — уже 12,0 млн. Государство пыталось бороться с семейными разделами, издав в 1893 году особый закон; однако, все попытки остановить деление семей были безуспешны. Измельчание крестьянских дворов представляло большую экономическую угрозу — мелкие хозяйственные единицы демонстрировали меньшую эффективность, чем крупные.
В то же время, росла неравномерность обеспечения крестьян землёй. Ещё в момент наделения крестьян землёй в ходе реформ Александра II часть крестьян выбрала минимальный (в размере ¼ от стандартного), но полностью бесплатный надел, не обеспечивавший крестьянскую семью. В дальнейшем неравенство усугублялось: в отсутствие доступного кредитования помещичьи земли постепенно скупались более успешными крестьянами, уже имевшими лучшие наделы, в то время как менее обеспеченные землёй крестьяне как раз не получали возможности купить дополнительную землю. Система переделов (практиковавшаяся далеко не всеми крестьянскими общинами) не всегда выполняла уравнительные функции — малые и неполные семьи, без взрослых мужчин-работников, при переделах как раз лишались избыточной земли, которую они могли сдать в аренду односельчанам и тем поддержать себя.
Ситуация с увеличением плотности сельского населения и уменьшением наделов воспринималась современниками преимущественно как процесс запустения деревни и упадка хозяйства. Современные исследования, однако, показывают, что в целом в сельском хозяйстве второй половины XIX века наблюдался не только рост и урожайности, но и рост доходов, приходящихся на занятого. Однако этот рост, не слишком быстрый, в глазах современников был полностью скрыт увеличивающимся разрывом между стандартами жизни городского среднего класса и бытом деревни. В эпоху, когда в жизнь горожан уже вошли электрическое освещение, водопровод, центральное отопление, телефон и автомобиль, жизнь и быт деревни представлялись бесконечно отсталыми. Сложилось стереотипное паническое восприятие либеральным интеллигентом крестьянина как человека, терпящего непрерывную нужду и бедствия, живущего в невыносимых условиях. Этим восприятием определялась широкая поддержка либеральной интеллигенцией (в том числе и низовыми земскими служащими) и всеми политическими партиями от кадетов и левее идей наделения крестьян национализированной помещичьей землёй.
В целом, ситуация была значительно хуже в центре Европейской России (существовало устойчивое выражение «оскудение центра»), в то время как на Юге России, в Западном крае и в Царстве Польском хозяйства, часто и при небольших размерах наделов, были значительно более эффективными и устойчивыми; крестьяне же Севера и Сибири были в целом хорошо обеспечены землёй.
Государство не располагало земельным фондом для наделения всех нуждающихся землёй. Собственно пахотной земли в распоряжении государства находилось не более 3.7 млн десятин (с учётом удельных земель — личной собственности императорской фамилии — до 6 млн десятин), при этом сосредоточенных в нескольких губерниях, где наделы крестьян уже были удовлетворительными. Казённые земли на 85 % уже были арендованы крестьянами, а уровень арендной платы был ниже рыночного.
Таким образом, заметного эффекта от наделения 10.5 млн. крестьянских хозяйств 6 млн казённых десятин ожидать не приходилось. Процесс переселения крестьян на казённые Земли в Сибири, активно стимулировавшийся правительством, не мог принести быстрого эффекта — хозяйственное освоение целинных земель требовало значительного времени и усилий, переселение поглощало не более 10 % от прироста сельского населения. Внимание сторонников наделения крестьян дополнительной землёй естественным образом обратилось на частновладельческие земли.
Частновладельческих земель (исключая земли, уже принадлежащие крестьянам на праве частной собственности), пригодных для полеводства, в Европейской России имелось 38 млн десятин. С учётом всех видов земель (помещичьи, удельные, монастырские, часть городских) крестьянам теоретически могло быть передано 43-45 млн десятин. При этом, в пересчёте на мужскую душу, к наличным 2,6 десятины прибавилось бы ещё 0,8 десятины (+30 %). Такая прибавка, хотя и заметная в крестьянском хозяйстве, не могла решить проблем крестьян и сделать их зажиточными (в понимании крестьян, справедливым считалось увеличение надела на 5-7 десятин на душу). В то же время, при такой реформе погибли бы все эффективные специализированные помещичьи хозяйства (животноводческие, свекловодческие и т. п.).
Вторая часть проблемы состояла в традиционном неприятии крестьянами (большей частью, бывшими помещичьими крестьянами) всей правовой структуры земельной собственности. При освобождении помещичьих крестьян часть земель, обрабатывавшихся ими в крепостном состоянии в свою пользу, осталась за помещиками (так называемые «отрезки»); крестьяне упорно, десятилетиями помнили об этой земле и считали её несправедливо отнятой. Кроме того, землеустроение при освобождении крестьян было произведено зачастую без должной заботы о хозяйственной эффективности сельской общины. Во многих случаях сельские общества вообще не располагали лесом и были недостаточно обеспечены пастбищами и лугами (традиционно для общины использовались коллективно), что давало помещикам возможность сдавать эти земли в аренду по откровенно завышенным ценам. Кроме того, разграничение помещичьих и надельных земель зачастую было неудобным, встречалось даже чересполосное владение помещиков и крестьян в одном поле. Все эти неудовлетворительно разрешённые земельные отношения служили источниками тлеющих конфликтов.
В целом структура аграрной собственности не признавалась крестьянами и держалась только на силе; как только крестьяне чувствовали, что эта сила слабеет, они были склонны немедленно переходить к экспроприации (что, в конечном счёте, и произошло сразу же после Февральской революции).
С 1906 по 1916 г. на новые земли переселилось 3 134 753 чел. Средняя крестьянская семья состояла из 5-6 человек, получается, что переселилось примерно 500—600 тыс. крестьянских семей — около 4 % их общего количества. Это восьмая часть безлошадных крестьян. А поскольку в 1912 г. безлошадные хозяйства составляли 32 % всех крестьянских хозяйств, то для полного переселения их за Урал требовалось ещё около 70 лет.
Между тем, за указанные годы 546 607 переселенцев, или 17,4 % от их общего числа, вернулись назад. Причём в 1906—1909 гг. уехало 1 910 493, вернулось 168 243, 8,8 %, в 1910—1916 гг. уехало 1 224 260, вернулось 378 364, 30,9 %. Иначе говоря, чем дальше от 1906 г., тем поток переселенцев становился меньше, а возвращенцев больше. Это значит, что для переселения избыточного населения (а общая численность населения и численность избыточного населения продолжали расти) требовалось не менее 100 лет.
Одна из важнейших причин, сдерживавших переселение крестьян на новые земли, заключалась в отсутствии у них для этого необходимых средств, а выделяемые для этого правительством кредиты не позволяли увеличить масштабы и темпы переселения. Однако дело заключалось не только в этом.
Первое, переселение означало отток за Урал дешёвой рабочей силы, а значит, удорожание заработной платы и возрастание производственных расходов помещиков, сокращение рентабельности их хозяйства.
Второе, расширение сибирского оазиса сельского хозяйства означало создание за Уралом конкурентного фактора (например, сибирское маслоделие).
Третье, при отсутствии в Сибири дворянства возникали опасения создания за Уралом «мужицкой республики», которая через несколько десятилетий могла или проявить претензии к сепаратизму, или же претензии участия во власти.

### Крестьянские волнения
Крестьянские волнения, в некотором количестве происходившие постоянно, заметно усилились в 1904 году. С весны 1905 года волнения усилились настолько, что происходящее уже оценивалось всеми наблюдателями как революция; в июне произошло 346 инцидентов, отмеченных в записях полиции, волнениями было охвачено около 20 % уездов. Волнения, достигая пика в середине лета, уменьшались осенью и почти прекращались зимой. С весны 1906 года волнения возобновились с ещё большей силой, в июне, на пике беспорядков, произошло 527 инцидентов, отмеченных в записях полиции; волнениями было охвачено около половины уездов.
Волнения в самой лёгкой форме имели вид самовольных порубок в принадлежавших помещику лесах. Крестьяне, почти не имевшие леса в составе общинных земель, традиционно были склонны не признавать какое-либо право собственности на леса вообще, и считали плату за пользование частным лесом грабежом.
Более серьёзным видом беспорядков была самовольная запашка помещичьей земли. Так как урожай мог созреть только через определённое время, крестьяне переходили к таким действиям только при уверенности в долговременной безнаказанности. В 1906 году крестьяне засевали помещичью землю в убеждении, что Дума вот-вот примет решение о национализации и безвозмездной передаче крестьянам помещичьих земель.
Ещё более тревожный характер носила так называемая «разборка» имений. Крестьяне, собираясь толпой, взламывали запоры и расхищали запасы зерновых семян, скот и сельскохозяйственный инвентарь имения, после чего в некоторых случаях поджигали хозяйственные постройки. Крестьяне, как правило, не разграбляли домашнее имущество помещиков и не уничтожали сами помещичьи дома, признавая в данном случае собственность помещиков на всё, что не относилось к сельскому хозяйству.
Насилия и убийства по отношению к помещикам и их представителям были достаточно редкими, прежде всего потому, что большинство помещиков покинуло имения до беспорядков.
Наконец, в самых крайних случаях дело доходило до поджогов имений и насилия по отношению к прибывшим на место волнения силам полицейской стражи или войскам. Действовавшие на тот момент правила применения оружия при массовых беспорядках разрешали войскам открывать стрельбу до начала какого-либо насилия со стороны толпы, эффективными способами разгона толпы без стрельбы на поражение ни полиция, ни войска не владели; результатом были многочисленные инциденты с ранеными и убитыми.
Более мирным, но также эффективным средством борьбы были забастовки крестьян, арендовавших помещичью землю, или же, наоборот, работавших по найму на помещичьей земле. Крестьяне по сговору отказывались выполнять заключённые с помещиком договоры, пока их условия не будут изменены на более выгодные.

### Правительственные мероприятия между 1896 и 1906 годами

#### Особое совещание о нуждах сельскохозяйственной промышленности
23 января 1902 года было образовано Особое совещание о нуждах сельскохозяйственной промышленности под председательством С. Ю. Витте. Совещание начало свою деятельность с большим размахом. Первым этапом был сбор сведений с мест, для чего был организован 531 местный комитет. К участию в работах комитетов широко привлекались земские деятели, во всех случаях в них участвовали председатели и члены губернских и уездных земских управ, а в некоторых случаях и земские гласные. К участию в самом Совещании также были приглашены 6 представителей земских управ. Совещание имело сложную административную структуру, разделяясь на комиссии и подкомиссии. Одновременно с Совещанием при МВД была организована Редакционная комиссия по пересмотру законодательства о крестьянах.
Совещание, включавшее в себя множество членов и сложным образом организованное, утонуло в гигантском количестве предложений и сведений, поступавших с мест или выдвигаемых его участниками. Деятельность Совещания протекала медленно, за более чем два года его работы не было выработано окончательных рекомендаций. В целом, Совещание уделяло большее внимание вопросам организации местного управления, судопроизводства и правовому статусу крестьян, чем отношениям собственности и обеспечению оптимальной организации сельского хозяйства, хотя лично С. Ю. Витте считал главным препятствием на пути развития сельского хозяйства общинное землевладение. Однако же, положительным результатом Совещания было уже само получение высшими бюрократическими учреждениями большого количества сведений, суждений и предложений от органов местного самоуправления.
За время работы совещания С. Ю. Витте пережил серьёзный карьерный кризис, связанный с падением доверия к нему императора. В августе 1903 года Витте потерял значимый пост министра финансов, его политический вес уменьшился. В результате различного рода правительственных интриг, 30 марта 1905 года Совещание Витте было закрыто, и в тот же день было образовано Особое совещание о мерах к укреплению крестьянского землевладения под председательством бывшего министра внутренних дел И. Л. Горемыкина.
Особое совещание Горемыкина действовало до 30 августа 1906 года, и также было распущено до выработки им каких-либо окончательных рекомендаций. В апреле 1906 года, при открытии I Думы, стала очевидной неактуальность совещания как механизма взаимного согласования интересов — позиции большинства Думы, в том числе и депутатов от крестьян, радикально отличались от всего диапазона взглядов, рассматриваемых Совещанием.
Деятельность совещаний оказалась полезный только в части сбора первичных материалов, сама же идея разрешения сложного вопроса через деятельность многосторонней комиссии и согласование ведомственных позиций и интересов (но не интересов самих крестьян, мнение которых прямо никем не запрашивалось) оказалась нежизнеспособной. Проведение аграрных реформ оказалось возможным только при появлении премьер-министра с собственными твёрдыми убеждениями и сильной политической волей. В целом, деятельность Совещаний дала не более чем изобильный вспомогательный материал для последующей аграрной реформы.
Помимо деятельности Совещаний, разработка законопроектов по крестьянскому вопросу велась Земским отделом МВД. Эта деятельность началась во время министерства В. К. Плеве, в мае 1902 года, и оборвалась, не дав видимых результатов, после убийства Плеве в июле 1904 года. Наработки МВД во многом предопределили столыпинскую политику, хотя акцентуация идей в тот момент была другой — до появления в министерстве Столыпина чиновники придавали большее значение граждански-правовым аспектам (гражданское равноправие крестьян, разделение сельского общества на всесословную местную общину и крестьянское хозяйственное товарищество, права собственности), и меньшее — землеустроительным мероприятиям.
В целом, на данном этапе власть проявляла крайнюю нерешительность и медлительность в попытках разрешить аграрный вопрос. По выражению В. И. Гурко, «… вообще в этом вопросе не только бюрократия, но и общественность проявляли какую-то странную робость. Число лиц, сознававших и, главное, признававших все отрицательные стороны общинного землевладения, было более чем значительно, но число решившихся высказаться за энергичные меры, направленные к разрушению общины, было совершенно ничтожно… Земельная община представлялась каким-то фетишем, и притом настолько свойственной русскому народному духу формой землепользования, что о её упразднении едва ли даже можно мечтать».

#### Прощение долгов по ссудам из продовольственного капитала
5 апреля 1905 года (при председателе Комитета министров С. Ю. Витте, министре земледелия и государственных имуществ А. С. Ермолове) был издан указ о прощении недоимок и долгов крестьян по ссудам из продовольственного капитала и на обсеменение полей, выданных во время неурожая 1891-92 годов. Система снабжения зерном крестьян при неурожаях представляла собой совокупность продовольственных капиталов и натуральных зерновых запасов, раздельных для каждого сельского общества. Крестьяне были обязаны вносить ежегодный натуральный или денежный взнос, пока количество зерна и денежных сумм не достигало установленной законом величины. При неурожае крестьяне могли бесплатно расходовать эти ресурсы, причём государство немедленно пополняло запасы, но крестьяне должны были возмещать долг. Именно эти долги, возвращаемые крестьянами с большой неохотой, и были (не в первый раз) прощены.

#### Отмена выкупных платежей
3 ноября 1905 года (при председателе Совета министров С. Ю. Витте, главноуправляющем землеустройством и земледелием Н. Н. Кутлере) были выпущены Высочайший манифест и сопровождающий его указ, по которым выкупные платежи бывших помещичьих крестьян с 1 января 1906 года уменьшались наполовину, а с 1 января 1907 года отменялись полностью. Это решение было чрезвычайно важным и для правительства, и для крестьян. Государство отказалось от крупных бюджетных поступлений, причём в тот момент, когда бюджет имел значительный дефицит, покрывавшийся внешними займами. Крестьяне получили налоговую льготу, распространявшуюся на крестьян, но не на прочих владельцев земли; после этого налогообложение всех земель более не зависело от того, к какому сословию принадлежали их собственники. Хотя крестьяне более не платили выкупных платежей, помещики, сохранившие выкупные обязательства государства (к тому моменту имевшие вид 4 % ренты), продолжали их получать.
Отмена выкупных платежей превратила всю выкупную операцию из прибыльной для бюджета в убыточную (суммарный убыток по выкупной операции составил 386 млн руб.). Было сложено 1.674.000 тыс. рублей долга, подлежащих выплате в рассрочку на различных условиях (выплаты по некоторым долгам должны были продолжаться до 1955 года), при этом текущие выпавшие доходы бюджета составляли около 96 млн руб. в год (5.5 % от доходной части бюджета). В целом, отмена выкупных платежей представляла собой крупнейшую финансовую жертву государства, направленную к решению аграрной проблемы. Все дальнейшие правительственные мероприятия уже не имели столь затратного характера.
Отмена самих выкупных платежей была более конструктивным мероприятием, чем многократно производимое ранее аннулирование неустоек по просроченным платежам (представлявшее собой прямое стимулирование задержек выплат). Однако и это мероприятие поставило общины, выплачивавшие выкупные платежи с задержками и отсрочками, в более выгодное положение, чем общины, завершившие выкуп досрочно. В результате, данное мероприятие было воспринято крестьянами более как отступление правительства перед натиском аграрных волнений лета 1905 года, чем как полезная субсидия. Невыполнение законных обязательств получило некоторую награду, и это послужило одной из причин того, что данная мера (самая дорогостоящая из всех принятых) не достигла главной цели — аграрные волнения к лету 1906 года возобновились с ещё большей силой (см. далее).
Принципиальным следствием отмены выкупных платежей была потенциальная возможность дальнейшей реформы землевладения. Сельские общества как коллективные владельцы земли и владельцы подворных участков и ранее могли располагать своей землёй достаточно свободно, но только при условии, что был завершён её выкуп (или же она была куплена в ходе частных сделок уже после наделения), в противном случае любые операции с землёй требовали согласия государства как кредитора. При отмене выкупных платежей сельские общества и владельцы подворных участков улучшили качество своего права собственности.

#### Учреждение землеустроительных комиссий
4 марта 1906 года (при председателе Совета министров С. Ю. Витте, главноуправляющем землеустройством и земледелием А. П. Никольском) Высочайшим указом были учреждены комитет по землеустроительным делам при главном управлении землеустройства и земледелия, губернские и уездные землеустроительные комиссии. Комитет и комиссии, объединявшие чиновников различных ведомств, представителей земств и представителей от крестьян, имели главной целью содействие крестьянам при покупке земли через Крестьянский поземельный банк. Как консультационные органы комиссии проработали недолго, и уже в 1906 году их задачи и полномочия были существенно расширены (см. далее).

### Аграрные законопроекты в Первой и Второй Думах
В I Государственную Думу, открывшуюся 27 апреля 1906 года, было внесено три аграрных законопроекта (партией народной свободы, трудовой фракцией, социал-демократической фракцией). Проекты не имели полной проработки и являлись политическими декларациями, а не практическими планами действий.
Законопроект кадетской фракции (партия народной свободы), составлявшей относительное большинство в Думе, требовал увеличения крестьянского землевладения за счёт государственных, удельных, кабинетских и монастырских земель, которые должны были быть переданы крестьянам безвозмездно. В особых случаях (прежде всего, по отношению к землям, постоянно сдаваемым в аренду крестьянам) кадеты допускали принудительное отчуждение государством частновладельческих земель за справедливое вознаграждение, с последующей безвозмездной передачей их крестьянам. О форме собственности в программе кадетов не говорилось ничего, подразумевалось, что сохранятся существующие практики общинного землевладения.
Законопроекты социал-демократов и трудовиков (легального думского крыла партии эсеров) предусматривали полную национализацию всех частновладельческих и общинных земель без уплаты вознаграждения (в том числе землю предлагалось отнять и у крестьян — частных собственников), запрет частной собственности на землю, передачу земли на уравнительной основе во временное пользование всем желающим её обрабатывать собственным трудом.
Ни с одной из этих двух программ правительство, в части принудительного отчуждения помещичьих земель, не могло согласиться. Причиной было не только традиционный консервативный и ориентированный на поддержку дворянства курс, но и серьёзно обоснованное убеждение в том, что такая мера не только разрушит наиболее эффективный сектор сельского хозяйства, но и не принесёт ничего, кроме убытков, и самим крестьянам.
Через 72 дня, 8 июля 1906 года, не успев принять ни одного закона, «Дума народного гнева» была распущена императором.
С открытием II Думы (20 февраля 1907 года) ситуация не претерпела никаких изменений. 10 мая 1907 года П. А. Столыпин выступил перед Думой со своей знаменитой программной речью, содержавшей развёрнутую программу реформ. Проявившееся при этом отторжение правительственного курса большинством депутатов заставило Столыпина принять решение не вносить в Думу уже частично или полностью подготовленные законопроекты реформы, а распустить её при первом возможном случае. Хотя аграрный вопрос формально не являлся непосредственной причиной роспуска II Думы (состоявшегося 3 июня 1907 года), он представлял собой один из важнейших пунктов, по которым компромисс между Думой и правительством оказался полностью невозможным.

## Мероприятия и законодательные акты аграрной реформы

### Взгляды Петра Столыпина[41]
Наиболее ярким выражением личных взглядов Столыпина является его речь, произнесённая в Государственной думе 10 мая 1907 года. Начав с доказательств полной бесперспективности принудительного отчуждения помещичьих земель, Столыпин перешёл затем к изложению сути своей программы: 

«…Цель у правительства вполне определённа: правительство желает поднять крестьянское землевладение, оно желает видеть крестьянина богатым, достаточным, так как где достаток, там, конечно, и просвещение, там и настоящая свобода. Но для этого необходимо дать возможность способному, трудолюбивому крестьянину … освободиться от тех тисков, от тех теперешних условий жизни, в которых он в настоящее время находится. Надо дать ему возможность укрепить за собой плоды трудов своих и представить их в неотъемлемую собственность. Пусть собственность эта будет общая там, где община ещё не отжила, пусть она будет подворная там, где община уже не жизненна, но пусть она будет крепкая, пусть будет наследственная. Такому собственнику-хозяину правительство обязано помочь советом, помочь … деньгами».
При обсуждении земельного законопроекта в III Думе Столыпин разъяснял основные идеи реформы так:

«В тех местностях России, где личность крестьянина получила уже определённое развитие, где община как принудительный союз ставит преграду для его самодеятельности, там необходимо дать ему свободу приложения своего труда к земле, там необходимо дать ему свободу трудиться, богатеть, распоряжаться своей собственностью; надо дать ему власть над землёю, надо избавить его от кабалы отживающего общинного строя.…

Неужели забыто … что колоссальный опыт опеки над громадной частью нашего населения потерпел уже громадную неудачу?…

…Настолько нужен для переустройства нашего царства, переустройства его на крепких монархических устоях, крепкий личный собственник, настолько он является преградой для развития революционного движения…»

«…безрассудно было бы думать, что такие результаты достигнуты по настоянию правительственных чинов. Правительственные чины много поработали над делом землеустройства, и я ручаюсь, что работа их не ослабнет. Но я со слишком большим уважением отношусь к народному разуму, чтобы допустить, что русское крестьянство переустраивает свой земельный быт по приказу, а не по внутреннему убеждению».

«…По нашим понятиям, не земля должна владеть человеком, а человек должен владеть землёй. Пока к земле не будет приложен труд самого высокого качества, труд свободный, а не принудительный, земля наша не будет в состоянии выдержать соревнование с землёй наших соседей …»
Из приведённых цитат ясно видно преобладание в идеях Столыпина стратегических и макроэкономических соображений, акцентуация на проблеме качества прав собственности и экономических свободах, что было необычно для правительственного чиновника того времени и поэтому не вызывало понимания современников.
Многократно высказывались идеи, что Столыпин не столько сам пришёл к идее аграрной реформы, сколько при участии своих ближайших помощников (прежде всего Сергея Крыжановского, автора текста наиболее важных законопроектов и речей Столыпина, и Владимира Гурко) скомпоновал их из ранее высказанных предложений. Отчасти это верно (в огромном количестве предложений, поданных в ходе работы Совещаний, можно найти любые идеи), но в том, что реформа была реально проведена в жизнь при огромном политическом сопротивлении, видно неоценимое личное участие Столыпина и выражение его энергии и воли.

### Укрепление в собственность крестьян надельных земель

#### Указ 9 Ноября 1906 года — основополагающий акт аграрной реформы

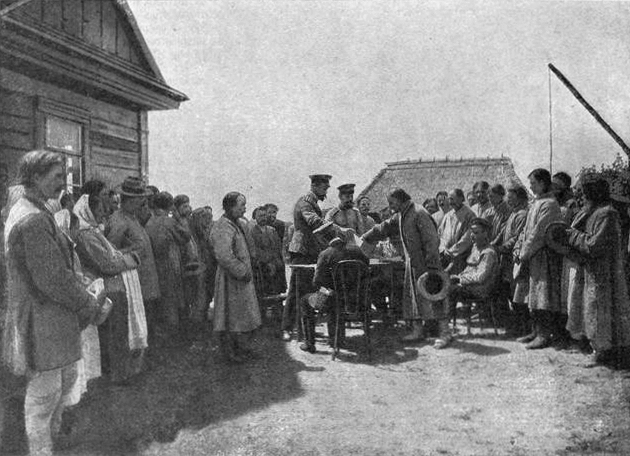
1909 год. Распределение вновь образованных хуторов между домохозяевами в дер. Белинок, Гродненской губернии

9 ноября 1906 года издаётся (по ст. 87 Основных законов) главный законодательный акт аграрной реформы — указ «О дополнении некоторых постановлений действующего закона, касающихся крестьянского землевладения и землепользования». Указом был провозглашён широкий комплекс мер по упразднению коллективного землевладения сельского общества и созданию класса крестьян — полноправных собственников земли.
Указ провозглашал, что «каждый домохозяин, владеющий землёй на общинном праве, может во всякое время требовать укрепления за собой в личную собственность причитающейся ему части из означенной земли». Собственность на бывшие надельные земли оставалась, однако, связанной некоторыми ограничениями: земля могла быть продана только крестьянам, их обществам или товариществам; право принимать бывшую надельную землю в залог имел только Крестьянский поземельный банк. Важным моментом было то, что укреплённая земля становилась личной собственностью крестьянина-домохозяина, а не коллективной собственностью крестьянской семьи.
В тех обществах, где переделов общинной земли не было свыше 24 лет, каждый домохозяин мог безвозмездно закрепить в собственность тот участок земли, которым он пользовался на постоянной основе. В тех обществах, где переделы были, безвозмездному закреплению в собственность подлежал такой участок, который данному домохозяйству в настоящий момент следовал по тем принципам, по которым был произведён последний передел (например, по количеству работников в семье); дополнительная земля уже подлежала выкупу у сельского общества.
При укреплении в собственность участков за новыми собственниками сохранялось прежнее право пользования неразделяемыми общинными землями (луга, пастбища, леса, неудобные земли, проезды).
Домохозяева, желающие закрепить землю в собственность, должны были заявить о том сельскому обществу. Сельское общество было обязано в месячный срок собрать сельский сход и принять необходимое решение, для чего требовалось 2/3 голосов. Если такое решение не было вынесено, заявитель мог обратиться к земскому участковому начальнику, который далее принимал решение об укреплении своей властью. Жалобы на постановления сельских сходов и решения земских начальников подавались в уездные съезды.
Особое внимание уделялось тем крестьянам, которые желали получить свои участки выделенными к одному месту, вместо нескольких полос в разных полях (эти участки назывались «отрубами», а если на участке стоял и дом владельца — «хуторами»). Если крестьянин желал выделиться «на отруб», сельское общество в подавляющем большинстве случаев технически не могло это исполнить путём частичной перекройки существующих полосок; требовался полный передел земель. Закон разрешал сельскому обществу в таком случае отказаться от полного передела и предоставить желающему выделиться на выбор владение той чересполосной землёй, которой он уже пользовался, либо выход из общины без земли с получением адекватной денежной компенсации. Но если община принимала решение произвести передел, она должна была отрезать участки к одному месту всем домохозяевам, которые о том просили.
Закон стимулировал выход на отруба путём предоставления собственникам отрубных участков более качественных прав собственности. Собственники чересполосных участков были уравнены в правах со старыми подворными владельцами. Они не могли огораживать и окапывать свои полоски и должны были пускать на них скот односельчан (в те периоды, когда данное поле не было засеяно); таким образом, им приходилось синхронизировать свой сельскохозяйственный цикл со всей общиной. В то же время, собственники отрубных участков могли огородить свои участки и использовать их по своему усмотрению. Собственники чересполосных участков могли наследовать землю, но не могли продавать её без согласия общины; собственники отрубных участков могли совершать с ними любые сделки.
Выделение отрубов (разверстание) было технически и организационно более сложной задачей, чем традиционные переделы при чересполосном землевладении. Следовало определить, что будет разделено, а что останется в мирском пользовании, найти принципы компенсации разной стоимости земли в разных местах за счёт размера участков, расположить новые проезды и прогоны для скота, обеспечить участки доступом к воде, разобраться с оврагами и заболоченной местностью. При всём этом требовалось произвести обширные и дорогостоящие геодезические работы на местности и камеральную обработку их результатов. Как выяснилось, сами сельские общества не были способны справиться с этой задачей, в том числе и на условии найма ими профессиональных землемеров (в губерниях было очень мало землемеров, и они не были знакомы с разверстанием). Поэтому в данной части аграрная реформа буксовала, пока правительство не обеспечило местные землеустроительные комиссии необходимым штатом инструкторов и землемеров и не начало предоставлять услуги по землеустройству бесплатно (см. ниже).

#### Закон 14 июня 1910 года
14 июня 1910 года был принят закон «Об изменении и дополнении некоторых постановлений о крестьянском землевладении», представлявший собой закон 1906 года, повторно, после бесчисленных многоступенчатых обсуждений, внесённый правительством в III Думу в январе 1908 года. Закон, кроме описанных выше положений закона 1906 года, содержал также и важные новации; он явился следующим шагом в деле упразднения традиционного общинного типа землевладения. Государственная Дума приняла этот закон значительным большинством голосов, а в Государственном Совете он прошёл всего лишь одним голосом.
Все общины, в которых не было общих переделов с момента наделения их землёю, признавались общинами с подворным землевладением. Все владельцы участков в общинах с подворным землевладением (включая и те общины, в которых подворное землевладение практиковалось ранее, и те общины, которые были причислены к ним данным законом) получили права частных собственников, даже если они и не заявляли такого желания. Для юридического закрепления права собственности крестьянину надо было получить удостоверительный приговор сельского схода, который должен был постановить в обязательном порядке в месячный срок, простым большинством голосов. При отказе схода выдать приговор, необходимые документы выдавались земским начальником.
Закон провозгласил частную собственность на весьма значительную часть надельных земель. В губерниях Европейской России переделы не производились с момента наделения землёй в 58 % общин и селений, составлявших 3.716 тыс. домохозяйств площадью 33.7 млн десятин.
В тех общинах, которые производили переделы, за каждым домохозяйством сохранялось право требовать укрепления земли в частную собственность на условиях, близких к закону 1906 года. Не претерпели существенных изменений и правила для крестьян, желающих получить отрубной участок.
Закон представлял собой некоторое отступление от прежнего курса на выделение участков к одному месту, связанное с тем, что землеустроительные комиссии не справлялись с потоком заявлений на землеустроительные работы — в 1910 году было подано около 450 тыс. ходатайств о землеустройстве, из которых удалось реализовать только около 260 тыс.. Правительство было вынуждено предпочесть закрепление в собственность чересполосных владений (как требующее меньшего объёма землеустроительных и организационных работ) отсрочкам в исполнении заявлений на полное разверстание.
Большие дискуссии вызвал вопрос о том, личной или семейной должна быть собственность. Столыпин твёрдо держался позиции, что земля должна находиться в личной собственности крестьянина-домохозяина, отсутствие необходимости семейного консенсуса при распоряжении землёй облегчало, по его мнению, хозяйственный оборот.

#### Закон о землеустройстве 1911 года

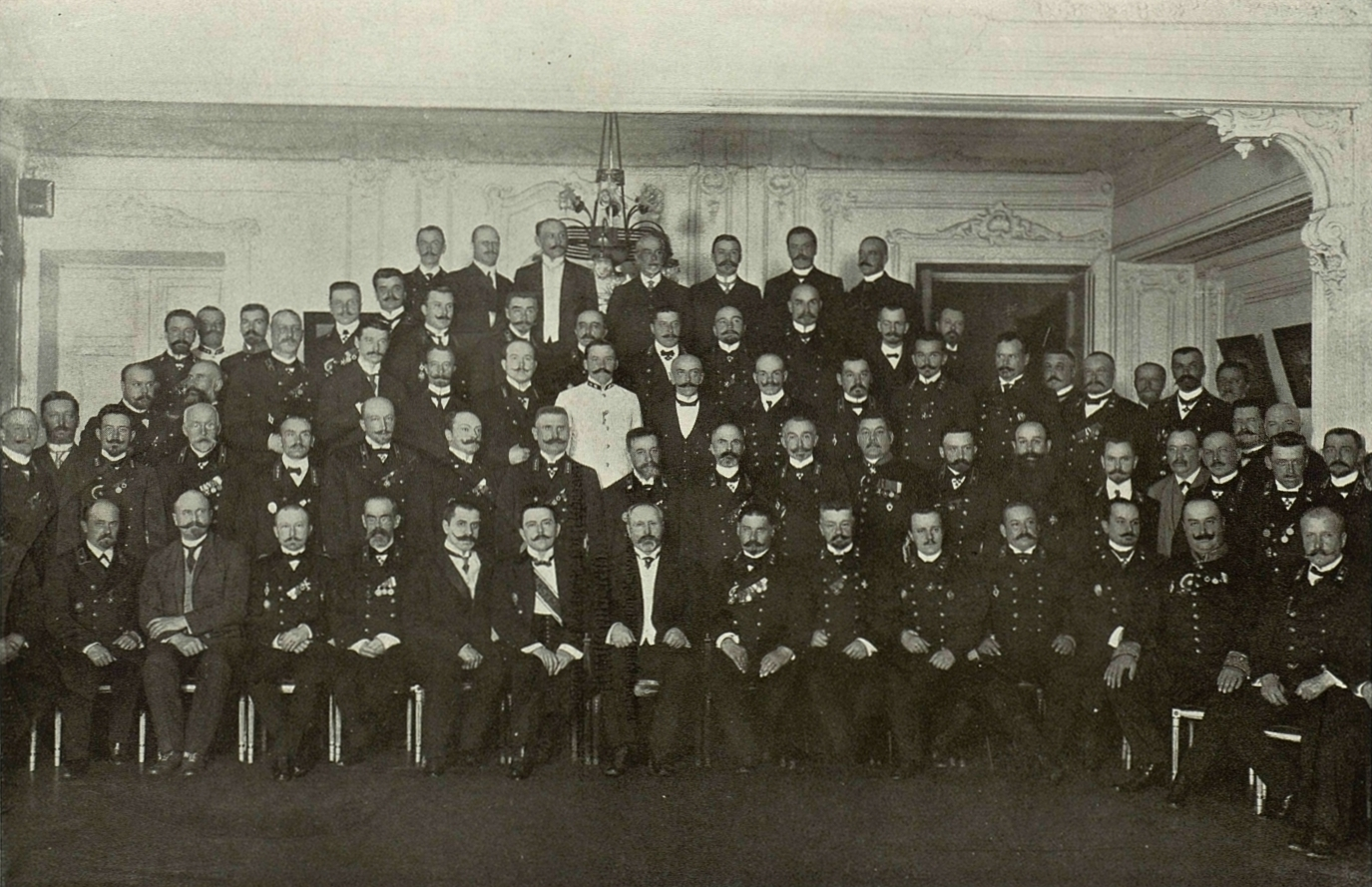
Съезд землеустроительных чинов в Петербурге

29 мая 1911 года был издан закон «О землеустройстве». Закон существенно детализовал положения ранее изданных законов 1906 и 1910 годов, заменив собой действовавшие де-факто ведомственные инструкции. Закон был внесён ещё в I Думу в 1906 году, однако его принятие чрезвычайно затянулось.
Особенностями закона были следующие положения:
 — возможность принудительного разверстания не только общинных надельных земель, но и чересполосных с ними частных земель;
 — чёткий перечень тех земель, которые не могут быть развёрстаны без согласия владельцев (земли под застройкой, под виноградниками и т. п. ценными насаждениями, под разными промысловыми сооружениями);
 — право любого селения требовать выдела земли (если сельское общество состоит из нескольких селений);
 — отдельный домохозяин может требовать выдела себе земли к одному месту только до решения общины о переделе, и если это возможно без особенных затруднений; одна пятая домохозяев может требовать выдела им участков к одному месту в любое время и в любом случае;
 — полный передел всех общинных земель с выделением их к одному месту производится по требованию половины домохозяев (при подворном владении) или двух третей домохозяев (при общинном владении);
 — возможность производить землеустройство, не ожидая окончания различных судебных споров, связанных с данной землёй.
Закон, в целом, подчеркнул курс на выделение хуторов и отрубов и на полное разверстание сельских обществ. Высокая детализированность закона способствовала уменьшению количества недоразумений и жалоб при землеустройстве.

#### Деятельность землеустроительных комиссий[52]
Система землеустроительных учреждений была трёхуровневой и подчинялась Главному управлению земледелия и землеустройства (ГУЗиЗ).
Нижним звеном системы были уездные землеустроительные комиссии, состоявшие, под председательством уездного предводителя дворянства, из председателя уездной земской управы, непременного члена — чиновника ГУЗиЗ, уездного члена окружного суда, члена от Удельного ведомства (там, где были удельные земли), земского начальника и податного инспектора (при рассмотрении вопросов в пределах их участков), трёх членов от уездного земского собрания, трёх членов от крестьян (выбирались жребием из числа кандидатов, избранных волостными сходами). С 1911 года выборные от волостей избирали трёх членов комиссии на особом собрании, а при рассмотрении каждого в каждой отдельной волости в состав комиссии включался временный член, выбранный крестьянами этой волости.
В 1906 году было открыто 186 уездных комиссий, в 1907 — ещё 190 комиссий, к 1912 году комиссии действовали в 463 уездах 47 губерний Европейской России, в трёх остзейских губерниях комиссий не было, но работы производились командируемыми чиновниками.
Следующим звеном были губернские землеустроительные комиссии, под председательством губернского предводителя дворянства, состояли из председателя губернской земской управы, непременного члена — чиновника ГУЗиЗ, управляющего Казённой палатой, управляющих местными отделениями Крестьянского поземельного и Дворянского банков, одного из членов Окружного суда, одного из непременных членов Губернского присутствия, шести членов, избираемых губернским земским собранием, из которых три должны были быть крестьянами.
Возглавлял систему Комитет по землеустроительным делам, подразделение ГУЗиЗ, под председательством главноуправляющего ГУЗиЗ, с участием товарищей главноуправляющих Государственным, Дворянским земельным и Крестьянским поземельным банками, и представителей министерств двора, внутренних дел, финансов, юстиции и Государственного контроля.
При ГУЗиЗ была также организована инструкторская (затем переименованная в ревизионную) часть, возглавляемая популярным идеологом хуторского землеустроения А. А. Кофодом.
Комиссии возглавлялись главноуправляющими ГУЗиЗ: от основания А. П. Никольским, в апреле-июля 1905 года — А. С. Стишинским, с июля 1906 по май 1908 — Б. А. Васильчиковым, с мая 1908 по октябрь 1915 — А. В. Кривошеиным.
Сразу же стало очевидным, что результат работы паропакомиссий зависит не столько от количества задействованных чиновников, сколько от количества землеустроителей и землемеров. Имеющиеся штаты межевых отделений губернских правлений были недостаточны (в конце концов, было решено использовать эти подразделения только для камеральной обработки данных), и ГУЗиЗ решило, что уездные комиссии должны самостоятельно нанимать необходимый персонал. Необходимых специалистов на рынке труда не имелось, и ГУЗиЗ стало развивать специальные образовательные учреждения. Было усилено 5 существующих землемерных училищ и учреждено 9 новых; при Константиновском межевом институте были открыты временные курсы землемерных помощников, выпускавшие к 1910 году 1500 человек в год.
В 1905 году в распоряжении комиссий было только 200 землемеров, в 1907—650, в 1908—1300. К 1914 комиссии располагали уже 7000 землемерного персонала. После начала Первой Мировой войны большое количество топографов было призвано в армию, что сразу же замедлило землеустроительные работы.
Продвижение реформы всё время критически зависело именно от землемерного персонала, с самого начала работ и до Февральской революции не было момента, когда бы не имелось очереди неисполненных заявлений об землеустроении. В целом желающие закрепить землю в собственность ожидали своей очереди в среднем год, после чего участки выделялись крестьянам в натуре, но получения свидетельства о собственности приходилось ожидать ещё в среднем два года. На начало 1916 года имелись ходатайства от 2.34 млн домохозяйств, по которым работы даже не были начаты. Максимальный объём землеустроительных работ был достигнут в 1913 году и составил 4.3 млн десятин в год (3.6 % от 119 млн десятин надельных земель).
Землеустроительная деятельность состояла из следующих видов работ (первые три вида представляют собой личное землеустройство, остальные — коллективное):
- Разверстание на хутора и отруба общинных земель (имеется в виду полное разверстание общинной земли). Данной форме землеустроения, как наиболее способствующей подъёму хозяйства, правительство оказывало особое покровительство. За 1907—1915 годы были поданы ходатайства от 44.5 тыс. селений, состоявших из 1.809 тыс. домохозяйств (13 % от общего числа домохозяйств).
- Выделение к одному месту участков из общинных земель (ситуация, когда одни крестьяне хотят владеть компактным участком единолично, а другие — сохранить землю общинной). Данный вид работ порождал, естественно, наибольшее количество конфликтов (и обращал на себя внимание критиков реформы). За 1907—1915 годы были поданы ходатайства от селений, состоявших из 865 тыс. домохозяйств (6.5 % от общего числа домохозяйств). В апреле 1915 года, на фоне призывания в армию 40 % персонала землеустроительных комиссий, выделение участков к одному месту при отсутствии согласия сельского общества было временно приостановлено.
- Разверстание к одним местам земель разного владения. Данные работы проводились тогда, когда у выделявшихся из общины крестьян уже были не только надельные, но и собственные земли, которые следовало объединить в один участок. За 1907—1915 годы были поданы ходатайства от селений, состоявших из 286 тыс. домохозяйств (2 % от общего числа домохозяйств).
- Раздел земель между селениями и частями селений. Необходимость данных работ была вызвана тем, что многие сельские общества состояли из нескольких селений и сами считали себя слишком крупными для оптимального общинного хозяйствования. За 1907—1915 годы были поданы ходатайства от селений, состоявших из 1.790 тыс. домохозяйств (13 % от общего числа домохозяйств).
- Выдел земель под выселки. В ходе этой операции чересполосное владение сохранялось, но земля в наиболее отдалённых полях, до которых было неудобно добираться всем крестьянам, передавалась в пользование небольшой группы. За 1907—1915 годы были поданы ходатайства от селений, состоявших из 220 тыс. домохозяйств (1.6 % от общего числа домохозяйств).
- Разверстание чересполосицы надельных земель с прилегающими владениями. Наличие в крестьянских полях полосок владельцев, не принадлежавших к общине, создавало большие организационные проблемы — при чересполосном землепользовании все владельцы должны были договариваться о едином севообороте; данные работы были направлены на ликвидацию этих затруднений. За 1907—1915 годы были поданы ходатайства от селений, состоявших из 633 тыс. домохозяйств (4.7 % от общего числа домохозяйств).
- Разверстание общности пользования крестьян с частными владельцами. Данные работы были направлены на устранение ещё одной болезненной проблемы: при выкупе земли за крестьянами и помещиками были оставлены различные взаимные права проезда, прогона скота, пользования лесом, водоёмами и т. п., служившие источниками непрерывных конфликтов. За 1907—1915 годы были поданы ходатайства от селений, состоявших из 131 тыс. домохозяйств (1 % от общего числа домохозяйств).
- Отграничение надельных земель. Данные работы были направлены на создание простых, компактных границ сельских обществ со смежными землями. За 1907—1915 годы были поданы ходатайства от селений, состоявших из 437 тыс. домохозяйств (3.2 % от общего числа домохозяйств).

Общие итоги. К началу 1916 года из 119 миллионов десятин надельных земель в 47 губерниях Европейской России было размежёвано (и передано в собственность крестьян, товариществ и сельских обществ) 25.2 млн (21.2 %), ещё на 9.1 млн десятин (7.6 %) было не окончено оформление документов; по-видимому, к моменту Февральской революции землеустроительные работы были фактически проведены на 37-38 млн десятин (около 31 % надельных земель). Воспользоваться предлагаемым государством землеустройством решили 6.174 тыс. домохозяйств (45.7 % от общего числа), причём оформление документов было закончено только для 2.360 тыс. (остальные либо ожидали начала работ, либо уже хозяйствовали на переустроенной земле, ожидая получения документов). В стране появилось 1.436 тыс. домохозяйств в единоличной собственности.
Возможности, предоставляемые реформой, вызвали наибольший интерес у двух групп крестьян: владельцев зажиточных, устойчивых хозяйств и крестьян, собиравшихся бросить хозяйство (последних привлекала ранее отсутствовавшая возможность продать участок). В течение 2-3 лет после закрепления в собственность около 20 % новых собственников продавали свои земельные участки (составлявшие около 10 % по площади от закреплённых в собственность). Данный факт многократно подавался как свидетельство провала реформы, однако, с точки зрения правительства, уменьшение сельского населения было естественным и полезным процессам, а выручка от продаваемой земли поддерживала крестьян при переселении в города.
Особенностью производимых работ было то, что землеустроение и выделение земель в единоличную собственность было добровольным. Хотя в некоторых случаях, если желание одного или нескольких крестьян выделиться не могло получить одобрение сельского схода, решение о землеустройстве принималось властью земского начальника, общая политика ГУЗиЗ была направлена на получение поддержки и одобрения крестьян. Миллионными тиражами издавались и распространялись брошюры А. А. Кофода, популярно объяснявшие достоинства хуторского хозяйства; за счёт ГУЗиЗ для представителей сельских общин организовывались экскурсии в уже развёрстанные селения. Несмотря на это, поддержка крестьянами не была всеобщей: на 1914 год две трети укрепительных приговоров были изданы властью земского начальника вопреки мнению сходов. Несмотря на общее покровительство единоличному владению, правительство предусмотрело много видов землеустроительных работ, помогающих оптимизировать хозяйство и для тех сельских обществ, которые решили сохранить общинное владение землёй.
При выделении на хутора выделялись беспроцентные ссуды на перенос построек и мелиорацию; стандартный размер ссуды составлял 150 рублей, увеличенный (требовавший особого разрешения) — 500 рублей. К концу 1914 года ссуды были предоставлены суммарно 299 тыс. домохозяйств. В среднем, ссуда покрывала 44 % расхода крестьян по переносу хозяйства на хутор.
Расходы государства на землеустроительные работы (для крестьян землеустроение было бесплатным) составили в 1906 году 2.3 млн руб, после чего до начала войны непрерывно увеличивались, и в 1914 году составили 14.1 млн рублей.

### Продажа крестьянам казённых и удельных земель
Одним из первых мероприятий правительства под руководством Столыпина была передача в собственность крестьян казённых, удельных и кабинетских земель.
27 августа 1906 вышел указ «О предназначении казённых земель к продаже для расширения крестьянского землевладения». Все казённые земли сельскохозяйственного назначения (а в некоторых случаях и лесные угодья) подлежали, по мере прекращения действующих договоров аренды, продаже крестьянам через Крестьянский банк. Вопрос оценки продаваемых земель и организация землеустроительных работ были возложены на местные землеустроительные комиссии.
Продажа крестьянам казённых земель не вызвала ажиотажного спроса, так как в тех местностях, где эти земли имелись, земельный голод не ощущался сильно. Продажи достигли максимума в 1909 году, когда было продано 55 тысяч десятин, а всего за 1907—1914 годы было продано 232 тысячи десятин, то есть ничтожно малое количество. Крестьяне находили аренду казённых земель более выгодной, чем выкуп. В 1913 году было сдано в аренду 3188 тысяч десятин (из них обществам 945 тыс. дес., отдельным домохозяевам 1165 тыс. дес., товариществам 1115 тыс. дес.), средние арендные ставки составляли от 184 коп. за десятину в 1907 году до 284 коп. за десятину в 1914 году.
19 сентября 1906 года под нужды крестьян-переселенцев были отданы кабинетские земли Алтайского округа.
Одному домохозяйству могла быть продана земля не свыше нормы, отдельно устанавливаемой для каждой местности (как правило, около 3 десятин на работника).

### Операции Крестьянского поземельного банка[55]
Задачи Крестьянского поземельного банка состояли в кредитовании сделок по покупке крестьянами частновладельческих земель. Крестьяне получали кредит под залог земли, который затем, в срок от 13 до 55½ лет, погашался аннуитетными платежами. Продавцы получали 5 % и 6 % обязательства банка. С 1903 года банк начал не только кредитовать сделки, но и покупать земли за свой счёт и затем продавать их крестьянам (также с кредитованием последних). В 1900—1903 годах крестьянами через кредитование банком ежегодно приобреталось от 700 до 820 тыс. десятин частновладельческих земель, от 90 до 130 тыс. десятин крестьяне покупали напрямую у банка.
14 октября 1906 года был издан указ, которым были понижены платежи заёмщиков Крестьянского банка. Процентные ставки кредитов, под которые банк продавал землю крестьянам, были уменьшены не только для новых заёмщиков, но и по действующим кредитным договорам. Ставка по неипотечному кредиту на 55½ лет с аннуитетными платежами составила 4,0 % (против прежних ставок 4,9 % и 5,2 %), при кредите на 13 лет — 2,9 % (против прежних ставок 5,4—6,0 %). Кредиты крестьянам получили льготный, субсидируемый государством характер; одновременно с решением о выдаче этих кредитов государство, для покрытия дефицита бюджета, делало внешние займы под 5,7 % (внешний заём 1906 года на 874 млн рублей), а сам Крестьянский банк выпускал обязательства под 5 % (для свободного обращения) и под 6 % (именные, без права продажи).
15 ноября 1906 года был издан указ, отменявший закон 14 декабря 1893 года и разрешавший крестьянам и сельским обществам в целом получать ссуды Крестьянского банка под залог надельных земель. Ссуды можно было расходовать на выкуп наделов у переселяющихся членов обществ, для компенсации недостающей части стоимости покупаемых у банка земель (кредит под покупаемую землю выдавался под 90 % её стоимости), для компенсации разных расходов при разверстании земель. Размер кредита составлял от 40 до 90 % стоимости залога.
Данные меры позволили несколько интенсифицировать деятельность Крестьянского банка, заметно приостановившуюся в 1905—1906 годах (крестьяне верили в грядущую национализацию и бесплатную раздачу помещичьих земли и не желали покупать её). После указа 1906 года за период 1906—1916 годов через кредитование сделок банком крестьяне приобрели 5 822 000 десятин, а напрямую у банка (также с кредитованием) крестьяне за тот же период приобрели 2 825 000 десятин. У банка всегда имелся нераспроданный земельный фонд, достигший пика (4 478 000 десятин) в 1908 году, а на 1917 год составлявший 2 759 000 десятин. В рекордном по объёму продаж 1911 году крестьяне приобрели у банка или при кредитовании банка 1 397 000 десятин.
Общий объём всех видов сделок при участии банка за 1906—1916 годы составил 9 648 000 десятин земли, под которые банк выдал ссуды на 1042 млрд руб.
Земля была приобретена отдельными крестьянами (17 %), сельскими обществами (18 %) и товариществами (65 %).
Политика банка была рассчитана преимущественно на поддержку крепких и устойчивых крестьянских хозяйств. Семьдесят процентов покупщиков земли составляли крестьянские хозяйства, владевшие более чем 9 десятинами земли (то есть выше средней обеспеченности). Крестьяне оказались надёжными заёмщиками, и к 1913 году накопленные недоимки составляли только 18 млн руб., в период 1909—1913 годов за год банк обращал взыскание на 20—35 тыс. десятин земли, то есть не более чем на 2 % годового объёма продаж.
В части кредитования крестьян под залог их земель инерция мышления в правительственных кругах оказалось очень сильной. Защита крестьянских земель от изъятия за долги казалась одной из основ аграрного строя (хотя и полностью противоречила принципам проводимой аграрной реформы); сильное сопротивление Министерства финансов привело к тому, что в действительности кредитование под залог надельных земель не заработало. За 1906—1916 годы банк выдал только 43 млн руб. ипотечных кредитов под залог 560 тыс. десятин земли. Парадоксальность ситуации состояла в том, что крестьянин, не имеющий ничего, мог кредитоваться под залог земли. Крестьянин, уже купивший землю за собственные деньги (то есть заведомо более надёжный заёмщик), не мог под залог этой земли получить кредит на развитие хозяйства.

### Агрономическая помощь
Начиная с 1906 года агрономическая помощь крестьянам во всех её видах резко интенсифицируется. Инициатором процесса выступал ГУЗиЗ, который часть мероприятий производил своими силами, часть — путём субсидирования деятельности земств. Земства, при обещании государством всё новых и новых субсидий, активно подключились к развитию агрономической помощи. В 1905 году расходы государства на агрономическую помощь составили 3,7 млн руб., с 1908 года начался быстрый рост ассигнований, и в 1913 году агрономическая помощь обошлась казне уже в 16,2 млн руб.
Эффективность агрономической помощи объяснялась прежде всего тем, что крестьянское хозяйство сильно отстало от передовых агротехнологий, что давало ему огромный резерв для развития. Основные возможности роста заключались в применении вместо устарелого трёхполья развитых севооборотов (тогдашняя наука предлагала севообороты от простых 4-польных до 11-польных, к зерновым добавлялись картофель, сеяные травы, лён, сахарная свёкла), использовании эффективных сельскохозяйственных машин (прежде всего стальных плугов и рядных сеялок), введение травосеяния, увеличение количества операций по обработке земли, сортировке семян, применении искусственных удобрений (ещё в незначительном количестве), установлении оптимального баланса между пахотными, луговыми и пастбищными землями и увеличении роли животноводства в хозяйствах. Нормальной была ситуация, когда урожай на опытных полях оказывался на 50-90 % выше, чем у крестьян.
Одним из основных факторов, делающих возможной реальную помощь крестьянам, было наличие близкого к крестьянам агрономического персонала. Поэтому основной акцент был сделан на увеличение количества участковых (то есть обслуживавших группу селений меньшую, чем уезд) агрономов. В частности, в 34 так называемых «староземских» губерниях в 1904 году работал 401 агроном, а в 1913 году — уже 3716, из которых только 287 были заняты на уровне губерний и уездов, а все остальные — на уровне участков.
Деятельность земств, государственных и земских агрономов была весьма разнообразной. Земства содержали опытные поля (для этого они арендовали участки крестьян, обработка велась под руководством агрономов), которые оказались самым действенным средством убеждения крестьян, более доверявшим личному опыту, чем лекциям и книгам. Например, в развитой Херсонской губернии в 1913 году имелось 1491 опытное поле, то есть передовой агрономический опыт смог дойти практически до каждого селения. Для пропаганды новых сельскохозяйственных машин, которые крестьяне не решались купить, устраивались прокатные станции, а для торговли сельхозтехникой, удобрениями и семенами — земские склады. В 1912 году в 11 тыс. пунктов были проведены агрономические чтения, которые посетило более 1 млн слушателей.
Результатом оказалось быстрое внедрение в крестьянское хозяйство современных агрономических технологий и механизация хозяйства. Общая стоимость сельскохозяйственных орудий в стране увеличилась с 27 млн руб. в 1900 году до 111 млн рублей в 1913 году. Статистика урожайности за отдельные годы не является надёжной (по причине больших колебаний урожая между урожайными и неурожайными годами), однако общий сбор хлебов в Европейской России в 1913 году оказался рекордным — 4,26 млрд пудов, в то время как средний сбор за период 1901—1905 составлял 3,2 млрд пудов.

### Кооперативное движение
В начале XX в. стала быстро возрастать роль зародившихся в 1860-х гг. учреждений потребительской и кредитной кооперации (т. н. «мелкого кредита»: кредитные товарищества, ссудо-сберегательные товарищества, земские кассы мелкого кредита). 7 июня 1904 г. Было принято «Положения о мелком кредите», которое. отражало сдвиг ориентации правительства на «крепких» хозяев. П. А. Столыпин, ещё будучи Саратовским губернатором, уделял кооперативному движению большое внимание.
Росту кооперации способствовала начавшаяся столыпинская аграрная реформа, ликвидировавшая ряд имущественно-правовых ограничений крестьян, а также проведение правительством через Гос. Думу (в 1907-1912гг) ряда законов: «Положение о городских и общественных банках», учреждение «Центрального банка обществ взаимного кредита» и других, часть которых была инициирована «снизу» (III Съезд представителей обществ взаимного кредита, 1907) и поддержана правительством П. А. Столыпина(с.216-219, 225). Оборотный капитал сословно-общественных заведений за десятилетие 1904—1914 гг. увеличился с 52 млн до 115,4 млн руб., вклады — с 22,3 млн до 70,3 млн руб., сумма выданных ссуд — с 46,7 млн до 103,5 млн руб. Более быстрыми темпами росли кредитные кооперативы, их число возросло с 1,2 тыс. до 14,4 тыс., количество членов — с 447,1 тыс. до 9,5 млн человек. Балансовые средства, составлявшие в 1904 г. 49,7 млн руб., увеличились до 708,8 млн руб., займы и вклады — с 31 млн до 468,3 млн руб. Свыше 90 % кредитных товариществ начинали свою деятельность с помощью ссуд Государственного банка. Координационным центром системы кредитной кооперации стал затем Московский Народный банк (1912).
Количество кооперативов в России к 1914 г. всего составило 32975: из них кредитных кооперативов 13839, далее шли потребительские 10000, сельскохозяйственные 8576, ремонтные 500 и 60 прочие. По общему количеству кооперативных организаций Россия уступала только Германии. В 1916 г. численность кооперативов достигла уже 47 тыс., в 1918 г. 50-53 тыс. Потребительские общества среди них составляли более 50 %, кредитные кооперативы около 30 %. С. Маслов считает, что на 1 января 1917 г. в стране было не менее 10,5 млн членов кредитной кооперации, а потребительской порядка 3 млн.

### Административная реформа сельской общины
5 октября 1906 года был издан указ «Об отмене некоторых ограничений в правах сельских обывателей и лиц других бывших податных состояний». Указом был предусмотрен широкий ряд мероприятий, ослаблявших власть сельского общества над своими членами:
 — для поступления на учёбу и в духовное звание более не требовалось разрешение (увольнительный приговор) сельского общества;
 — дозволялось поступать на государственную службу, заканчивать курс учебных заведений, продолжая при этом оставаться членом сельского общества;
 — разрешалось одновременно быть членом нескольких сельских обществ;
 — разрешалось увольняться из сельских обществ, не испрашивая их согласия (при условии отказа от пользования мирской землёй).
Ряд положений указа был направлен на расширение правоспособности крестьян с целью уравнения их прав с другими сословиями:
 — крестьянам, как и всем другим лицам бывших податных сословий, дозволялось поступление на государственную службу (ранее от крестьян требовался образовательный ценз в размере программы 4-классного уездного училища);
 — были полностью отменены подушная подать и круговая порука в тех немногих местностях, где они ещё существовали;
 — было отменено наказание крестьян земскими начальниками и волостными судами за мелкие проступки, не перечисленные в законе;
 — крестьянам было разрешено обязываться векселями;
 — тем крестьянам, которые имели необходимое цензовое имущество, разрешалось участвовать в выборах в Государственную Думу по соответствующим цензовым куриям;
 — крестьяне самостоятельно избирали гласных в земские собрания (ранее крестьяне избирали несколько кандидатов, гласные выбирались из их числа губернатором);
 — уездные съезды могли отменять приговоры сельских обществ только по причине их незаконности (ранее дозволялось это делать под предлогом нецелесообразности решений, то есть произвольно).
Положения данного указа рассматривались правительством как временные и переходные до момента реализации куда более широкой по замыслу реформы местного управления. Однако, сам указ застрял в III и IV Думах навсегда. Законодатели двух учреждений — Думы и Государственного Совета — оказались неспособными найти компромисс, и предпочли бесконечные затяжки в принятии законопроектов какому-либо конструктивному решению. Соответственно, не приходилось даже думать о законодательном утверждении и каких-либо последующих, более радикальных, мер. В результате, временные правительственные меры 1907 года продолжали действовать до 1917 года без изменений.

### Аграрные волнения в 1907—1914 годах
При начале аграрной реформы аграрные волнения, достигшие пика в 1905—1906 годах, пошли на спад. Летом 1907 года волнения ещё были очень значительными (хотя и меньшими, чем в 1906 году), но с осени 1907 года беспорядки пошли на спад, и далее их интенсивность уменьшалась год за годом, до полного исчезновения к 1913 году.
Причинами прекращения аграрных волнений можно полагать:
 — интенсивные карательные мероприятия;
 — общее прекращение революционных волнений и стабилизацию обстановки по всей стране;
 — начало реальных мероприятий по укреплению земли в собственность и разверстанию земель (землеустроительные работы на местности проводятся между сбором осеннего урожая и подготовкой под посадку озимых, то есть в середине осени; первые землеустроения по указам 1906 года были проведены осенью 1907 года).
Признаком постепенного успокоения ситуации является количество земли, предложенной частными владельцами Крестьянскому банку. В 1907 году предложение носило ажиотажный характер, к продаже предлагалось 7.665 тыс. десятин земли, из которых банк купил только 1.519 тыс. десятин. Ещё 1.8 млн десятин было куплено крестьянами у дворян напрямую при содействии банка. Но в следующем 1908 году из некупленных 4.3 млн десятин к продаже было предложено только 2.9 млн. Таким образом, помещики поверили в то, что аграрные волнения в полном объёме более не возобновятся, и прекратили панические попытки продать землю. Далее, объём продаваемых помещичьих земель сокращался год за годом.
Вторым доказательством является сохранение относительно стабильных цен на землю даже в момент её наиболее широкого предложения к продаже в 1907 году. Хотя помещики и предлагали землю к продаже, имеющиеся поместья продолжали приносить им доход, в связи с чем цена на землю не могла упасть ниже предельной цены, соответствующей текущей рентабельности помещичьего хозяйства (по деловым обычаям того времени, стоимость имений исчислялась исходя из 6 % доходности). Цены на землю разделились на два периода — до волнений и после (до середины 1906 года сделки практически не совершались, так как покупатели считали грядущую национализацию земли решённым делом). Однако, с открытием III Думы стало ясно, что национализации не будет, и сделки возобновились по прежним ценам (хотя в некоторых местностях цена земли упала на 10-20 %, средняя цена не изменилась).
Изменился и характер аграрных беспорядков — если ранее они представляли собой нарушение прав собственности помещиков, то теперь они превратились в протесты против землеустроения на таких условиях, которые казались крестьянами несправедливыми (закон требовал укрепления земель за всяким желающим крестьянином даже в случае отказа сельского общества вынести необходимый приговор). Другой точкой сосредоточения протеста было так называемое «отграничение» общинных и помещичьих земель в ходе землеустроительных работ (помещичьи и общинные земли часто имели сложную границу, вплоть до чересполосности, которую при разверстании общинной земли землеустроители старались упростить), будоражившее старые претензии к помещикам. Предоставление крестьянам реальной свободы хозяйственной деятельности, внезапный переход от традиционной модели существования к образу жизни со множеством возможных вариантов поведения — остаться в общине, выйти на хутор, взять кредит и купить землю, продать имеющийся надел — привёл к созданию конфликтной обстановки в деревне и множеству личных трагедий.

### Судьба реформ Столыпина после 1911 года
Реформы Столыпина, вопреки распространённому мнению, начали приносить свои главные плоды как раз после 1911 года — благодаря законодательным актам 1911 г. (см. раздел «Закон о землеустройстве 1911 года») реформа обретает второе дыхание. Коротко суммируем здесь сведения из предыдущих разделов, и данные официальной статистики землеустройства, издававшиеся ГУЗиЗ (Главным управлением земледелия и землеустройства РИ), проанализированные в докладе «Динамика землеустройства в ходе Столыпинской аграрной реформы. Статистический анализ».
Объём землеустроительных работ по разверстанию земель, количество земли, закрепляемой в собственность крестьян, количество земли, продаваемой крестьянам через Крестьянский банк, объём кредитов крестьянам стабильно росли вплоть до начала Первой мировой войны (и не прекратились даже во время ПМВ):
Буквально по всем стадиям землеустройства средние показатели 1912—1913 гг. превосходят — и весьма значительно — аналогичные показатели 1907—1911 гг. Так, в 1907—1911 гг. в среднем ежегодно подавалось 658 тысяч ходатайств об изменении условий землепользования, а в 1912—1913 гг. — 1166 тыс., закончены подготовкой в 1907—1911 гг. дела 328 тыс. домохозяев на площади 3061 млн десятин, в 1912—1913 гг. — 774 тыс. домохозяев на площади 6740 млн десятин, утверждено землеустроительных проектов в 1907—1911 гг. для 214 тыс. домохозяев на площади 1953 млн десятин, в 1912—1913 гг. — 317 тыс. домохозяев на площади 2554 млн десятин. Это касается как группового, так и индивидуального землеустройства, в том числе и единоличных выделов из общины. За 1907—1911 гг. в среднем за год по России хотели выделиться 76 798 домохозяев в год, а в 1912—1913 — 160 952, то есть в 2,9 раза больше. Ещё выше рост числа окончательно утверждённых и принятых населением землеустроительных проектов единоличных выделов — их число увеличилось с 55 933 до 111 865 соответственно, то есть в 1912-13 гг. в 2,4 раза больше, чем в 1907—1911 гг..
Принятые в 1907—1912 гг законы обеспечили быстрый рост, например, кооперативного движения даже во время ПМВ: с 1914 г. по 1 января 1917 г. общее число кооперативов выросло с 32975 до почти 50 000 к 1917 году, то есть более чем в 1.5 раза. К 1917 г. в них состояло 13.5-14 миллионов человек. Вместе с членами семей получается, что до 70-75 млн граждан России (около 40 % населения) имели отношение к кооперации.
Осенью 1913 г. в Киеве состоялся Первый сельскохозяйственный съезд, на который собрались местные агрономы и землемеры, те, кто принимал самое непосредственное участие в осуществлении столыпинской реформы, и сделана попытка не только подвести итоги реформы, но и наметить дальнейшие пути реформирования деревни. На этом съезде был сделан вывод о том, что аграрная реформа буксует, что большинству крестьян она ничего не даёт, поэтому нужно искать параллельные или альтернативные варианты решения аграрного вопроса. Важнейшим из них было названо создание сельскохозяйственных артелей, поставлен вопрос о необходимости коллективизации сельского хозяйства. Схожие выводы, дополненные предложением национализации земли, были озвучены накануне февральских событий 1917 г. и обнародованы почти одновременно с падением монархии представителями Московского общества сельского хозяйства, Союза кооператоров и Земского союза.

## Итоги реформы
Итоги реформы в численном выражении оказались следующими:
- ходатайства о закреплении земли в частную собственность были поданы более чем 6 миллионами домохозяйств из существовавших 13,5 млн (6174 тыс. на начало 1916 года)[источник не указан 2982 дня].
- из 13,5 млн крестьянских домохозяйств выделилось из общины и получило землю в единоличную собственность 1,436 млн (10,6 %) (На 1 января 1916 года)[источник не указан 2982 дня];
- из 119 миллионов десятин надельных земель в 47 губерниях Европейской России было размежёвано на начало 1916 года 25,2 млн десятин (21,2 %), ещё на 9,1 млн десятин оформление документов не было окончено. По-видимому, к моменту Февральской революции землеустроительные работы были фактически проведены на 37—38 млн десятин (около 31 % надельных земель) (Точные данные известны только на 1 января 1916, итог на момент Февральской революции вычислен, исходя из скорости землеустроительных работ в 1915 году).
- при посредничестве Крестьянского Поземельного банка, выдавшего кредиты на 1,04 млрд руб, крестьяне приобрели 9,65 млн десятин (дополнительно 8,1 % к размеру надельных земель)[источник не указан 2982 дня].
- около половины (в период 1907—1915 — 48 % от 6174 тыс. домохозяйств, ходатайствовавших о землеустроении) крестьянских домохозяйств, ходатайствовавших о закреплении земли в собственность, выбрало единоличную форму собственности, в том числе — 1,8 млн домохозяйств пожелало выделиться на хутора и отруба[источник не указан 2982 дня].
- помещичьи хозяйства как массовое явление утеряли хозяйственную значимость, крестьяне в 1916 году засевали (на собственной и арендуемой земле) 89,3 % земель и владели 94 % сельскохозяйственных животных[76].

## Оценки реформы
Реформа, затронувшая важнейшие социальные и демократические интересы, породила в дореволюционный период обширную литературу. Оценка реформы современниками не могла быть беспристрастной. Отзывы о реформе прямо зависели от политических позиций. Учитывая большой вес критиков правительства в общественной и научной жизни того времени, можно считать, что негативное отношение преобладало над позитивным. Народническая, а в дальнейшем эсеровская и кадетская, точка зрения на аграрный вопрос подразумевала акцентуацию страданий и эксплуатации крестьянства, представления о позитивной роли общинного землевладения и общую антикапиталистическую тенденцию, надежды на положительный эффект отчуждения помещичьих земель, обязательную критику любых начинаний правительства. Правые, подчёркивавшие позитивную роль дворянского землевладения, были раздражены политикой поощрения покупки помещичьих земель. Октябристы и националисты, поддерживавшие правительство в Думе, старались повысить собственную значимость путём затягивания рассмотрения всех законопроектов путём внесения в них множественных мелких, малозначительных изменений. При жизни Столыпина борьба политических амбиций мешала многим дать положительную оценку его деятельности; мнения о Столыпине заметно смягчились после его трагической смерти.
В связи с оценкой успехов реформы заслуживает внимания прогноз, сделанный в 1910 г. А. В. Кривошеиным, который, возглавляя Главное управление землеустройства и земледелия, руководил практическим осуществлением столыпинской аграрной реформы. Отмечая, что в начале 1900-х гг. развитие страны «едва не завершилось общим экономическим кризисом», он писал: «Если всё останется в прежнем положении, если по-прежнему значительная доля рабочей силы, не находя себе применения, будет оставаться неиспользованной, то кризис этот неизбежен в более или менее близком будущем».
Отношение советской исторической науки к столыпинским реформам оказалось полностью зависимым от резких оценок, данных Столыпину Лениным в самый разгар политической борьбы, и выводов Ленина о том, что реформа полностью провалилась. Советские историки, проделавшие большую работу, не имели возможности заявить о своём несогласии с ленинскими оценками, и были вынуждены подгонять свои выводы под заранее известный шаблон, даже если это противоречило содержащимся в их работах фактам. Парадоксальным образом, критиковать следовало как общинное землевладение, так и реформы, разрушавшие общину. Также высказывалось мнение о том, что хотя и наблюдалась положительная динамика в развитии сельского хозяйства, это было просто продолжением процессов, имевших место до начала реформ, то есть реформы просто не произвели значимого эффекта. Среди литературы советского периода выделяются яркие книги А. Я. Авреха, по активно выражаемому отвращению к Столыпину и общей эмоциональности приближающиеся к жанру памфлета. В 1991 году закончил свою работу, посвящённую данной теме, А. М. Анфимов, давший ей название «Реформа на крови» — «очень точное», «поскольку реформа была вызвана первой русской революцией и проводилась после её подавления», — отмечает историк В. П. Данилов. Особняком стоят работы, созданные в 1920-х годах группой экономистов, карьера которых в Советской России вскоре окончилась эмиграцией или репрессиями — А. В. Чаяновым, Б. Д. Бруцкусом, Л. Н. Литошенко; эти учёные относились к реформе в целом положительно.
Оценку реформ Столыпина затрудняет то обстоятельство, что реформы никогда не были осуществлены полностью. Сам Столыпин предполагал, что все задуманные им реформы будут осуществлены комплексно (а не только в части аграрной реформы) и дадут максимальный эффект в долговременной перспективе (по словам Столыпина, требовалось «двадцать лет покоя внутреннего и внешнего»). Характер инициированных реформой перемен, как институциональных (повышение качества права собственности), так и производственных (переход на 7—9-летние севообороты), был постепенным, долговременным и не давал оснований ожидать существенного эффекта за 6—7 лет активного хода реформы (считая реальное развёртывание реформы в 1908 году и приостановку её хода с началом войны в 1914 году). Многие наблюдатели 1913—1914 года полагали, что страна наконец подошла к началу стремительного аграрного роста; однако, данное явление было заметным не в основных показателях сельскохозяйственной статистики, а в косвенных проявлениях (бурное развитие низового сельскохозяйственного образования, столь же бурное увеличение спроса на современное сельскохозяйственное оборудование и специальную литературу и т. п.).
При достигнутых в 1913 году темпах землеустроительных работ (4,3 млн десятин в год) землеустроительная деятельность была бы завершена к 1930-32 году, а учитывая нарастание скорости — быть может, к середине 1920-х годов. Война и революция не дали осуществиться этим широким планам.

## Тексты законодательных актов
- Высочайший Указ «О дополнении некоторых постановлений действующего закона, касающихся крестьянского землевладения и землепользования» от 9 ноября 1906 года
- Закон «Об изменении и дополнении некоторых постановлений о крестьянском землевладении» от 14 июня 1910 года
- Закон «О землеустройстве» от 29 мая 1911 года
  - Текст закона
  - Правила об участии в землеустроительных действиях владельцев, кредиторов и тяжущихся